# Folgen der globalen Erwärmung in der Arktis

Animation zur jährlichen Veränderung der geschlossenen Eisfläche in der Arktis von 1980 bis 2010

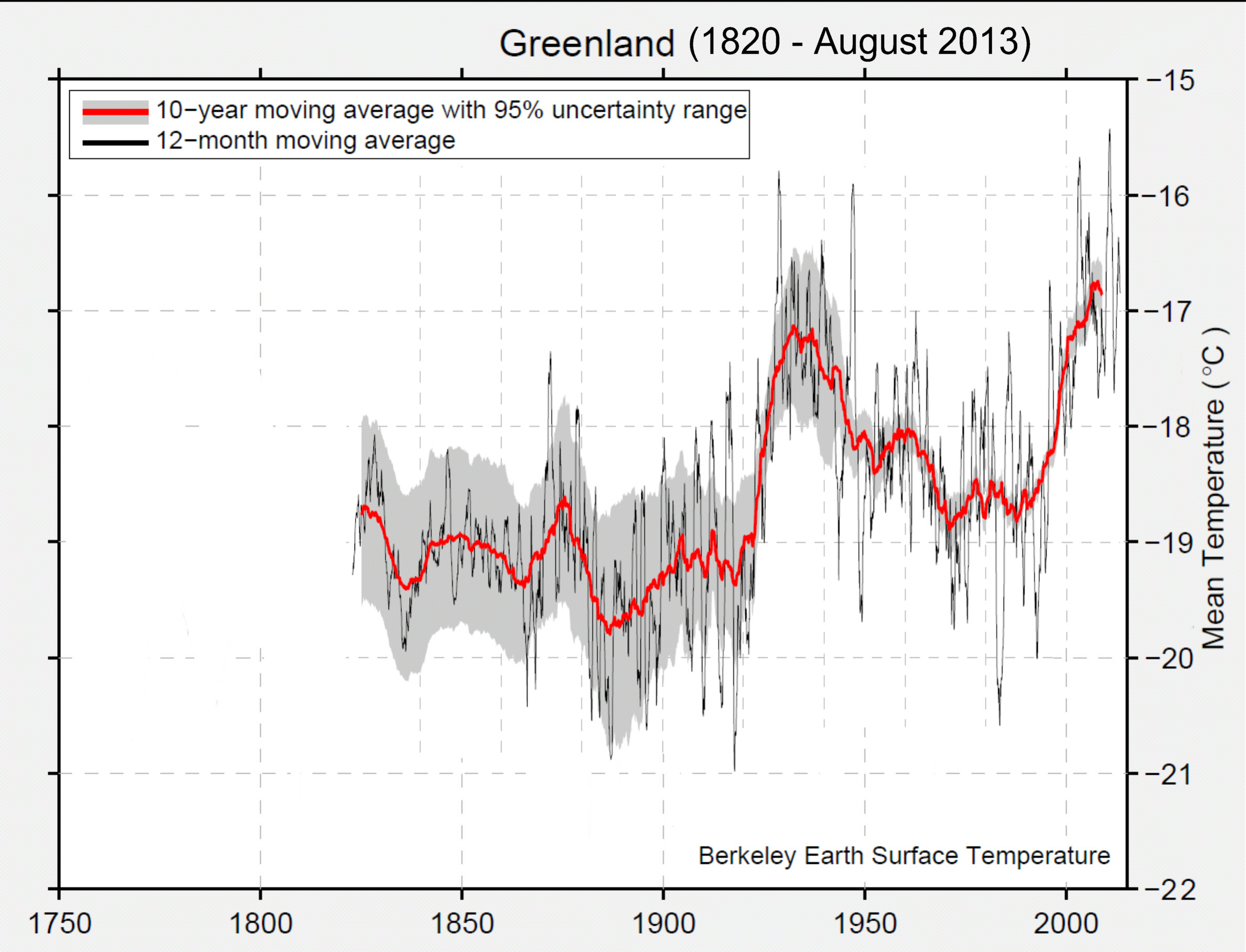
Jahresmitteltemperaturen in Grönland

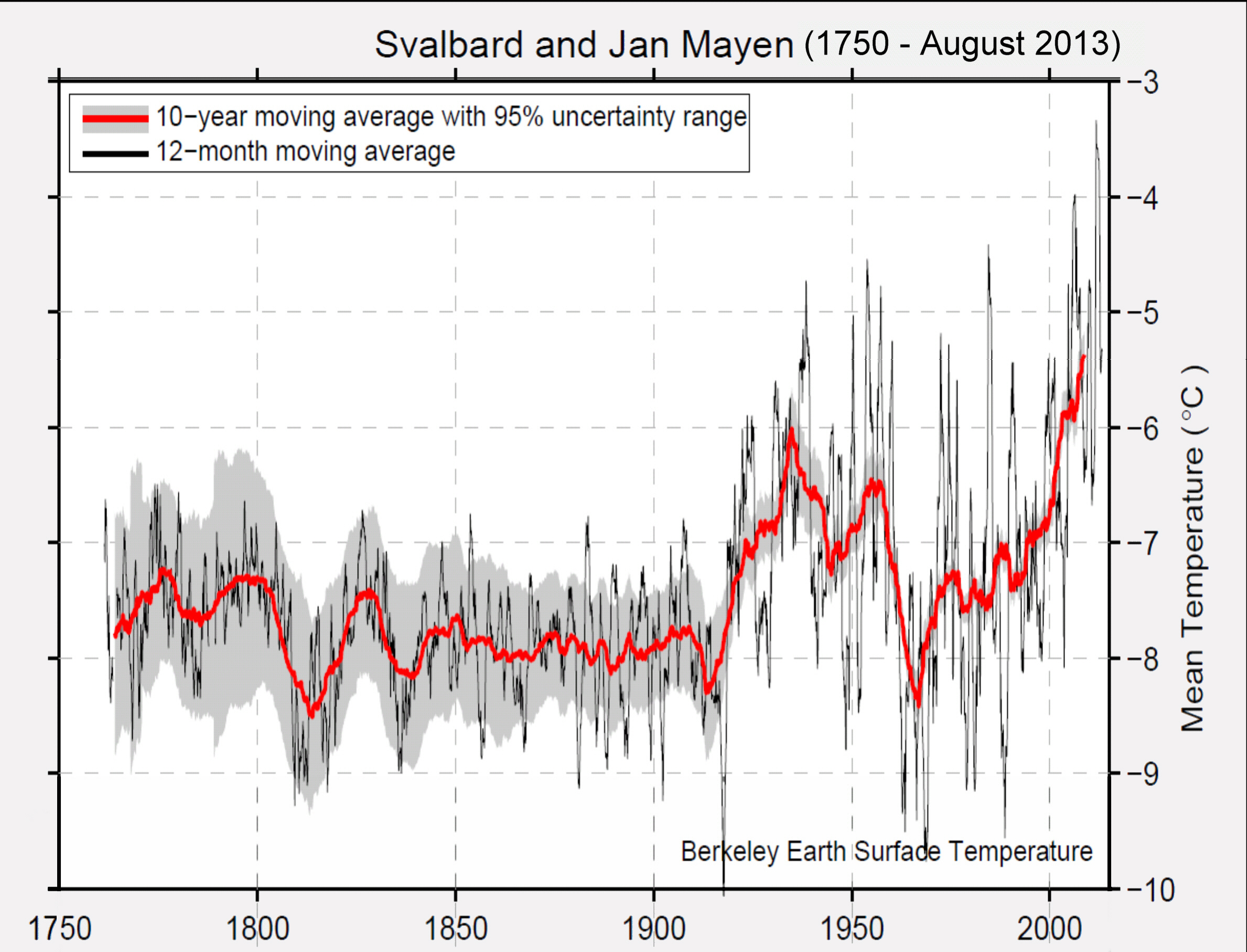
Jahresmitteltemperaturen auf Spitzbergen

Die Folgen der globalen Erwärmung in der Arktis, der polaren Eiskappe des Nordpols, zählen zu den regionalen Auswirkungen der Erderwärmung. Zu ihnen gehören deutlich stärker als im weltweiten Durchschnitt ansteigende Lufttemperaturen, zurückweichende Gletscher, auftauender Permafrostboden und schmelzendes Meereis: sie sind ein Kennzeichen des „Anthropozäns“.
Mit einer wärmeren Arktis gehen zahlreiche Rückkopplungen einher, also durch die Erwärmung ausgelöste Veränderungen, die sich wiederum auf das Maß der Erwärmung auswirken, darunter die Eis-Albedo-Rückkopplung, die zu einem immer schnelleren Abschmelzen arktischen Eises führt. Änderungen der Umweltbedingungen in der Arktis haben aber nicht nur lokale Folgen. Die Arktis ist vielmehr ein Schaltzentrum des globalen Klimas. Die Ausdehnungen von Schnee, Meer- und Landeis stellen wichtige Rückkopplungsparameter dar, welche die weltweite klimatische Entwicklung beeinflussen. Neben ökologischen Folgen sind gravierende Konsequenzen für die in der Arktis lebenden Menschen und Tiere zu erwarten.
Besonders durch den Rückgang des sommerlichen Meereises hat sich darüber hinaus ein Wettrennen von Anrainerstaaten um die wertvollen Ressourcen entwickelt, die unter dem Meeresgrund des Arktischen Ozeans vermutet werden. Die Umweltveränderungen führen deshalb mittelbar zu politischen Konflikten.

## Temperaturerhöhung
Der Zeitraum 1995–2005 war der wärmste seit spätestens dem 17. Jahrhundert, und das Jahr 2005 war mit 2 °C über dem langjährigen Mittel von 1951 bis 1990 außergewöhnlich warm. Zusätzlich zu den zur Erderwärmung führenden Treibhausgasen haben vermutlich auch anderen Bestandteile der Luft wie Rußpartikel einen wesentlichen Teil zu dieser lokalen Erwärmung beigesteuert. Der Ruß stammt wahrscheinlich zum größten Teil aus Waldbränden in borealen Gebieten und zu geringeren Anteilen aus verbrannten fossilen Brennstoffen.
In den vergangenen Jahrzehnten erhöhte sich die durchschnittliche Lufttemperatur in der Arktis etwa doppelt so schnell wie die globale Durchschnittstemperatur (die sich zwischen 1906 und 2005 um 0,74 °C ± 0,18 °C erhöhte). Das Gebiet nördlich von 60° N (etwa die Höhe von Stockholm oder Anchorage) erwärmte sich nach einer leichten Abkühlung in den 1960ern und 1970ern bis zum Ende des 20. Jahrhunderts im Mittel um 1 bis 2 °C. Einige Regionen, darunter Alaska und Westkanada, erwärmten sich seit 1950 um 3 bis 4 °C. Seit 1980 erwärmt sich die Arktis am stärksten im Winter und Frühjahr, etwa um 1 °C pro Jahrzehnt. Am geringsten ist die Erwärmung im Herbst. Außerdem erwärmen sich die zur Arktis gehörenden inneren Regionen Nord-Asiens und der Nordwesten Nordamerikas am stärksten.

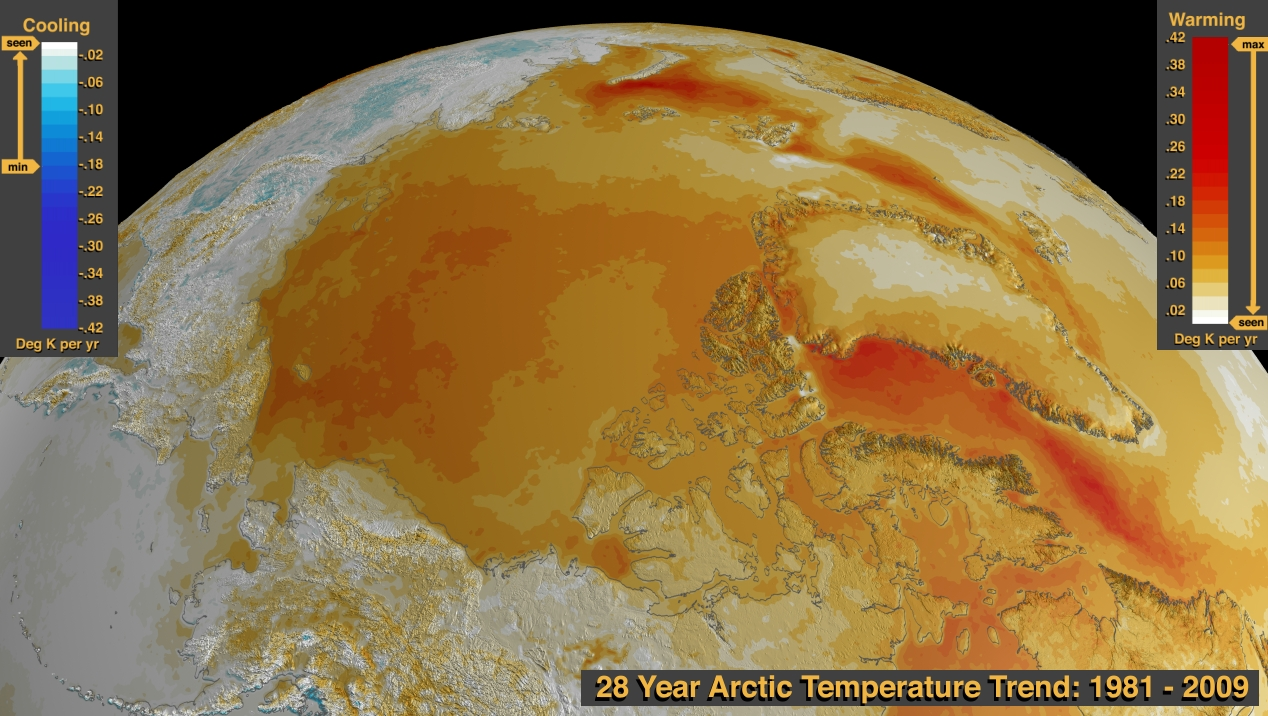
Temperaturveränderung in der Arktis zwischen 1981 und 2009. Rote und orange Flächen zeigen eine Erwärmung, blaue eine Abkühlung und weiße keine Veränderung an.

In der Arktis steigen Luft- und Wassertemperatur deutlich rascher an als im globalen Durchschnitt. Die Wassertemperaturen des arktischen Nordatlantiks sind heute so hoch wie seit mindestens 2000 Jahren nicht mehr.

### Höhere Temperaturen durchPolare Verstärkung

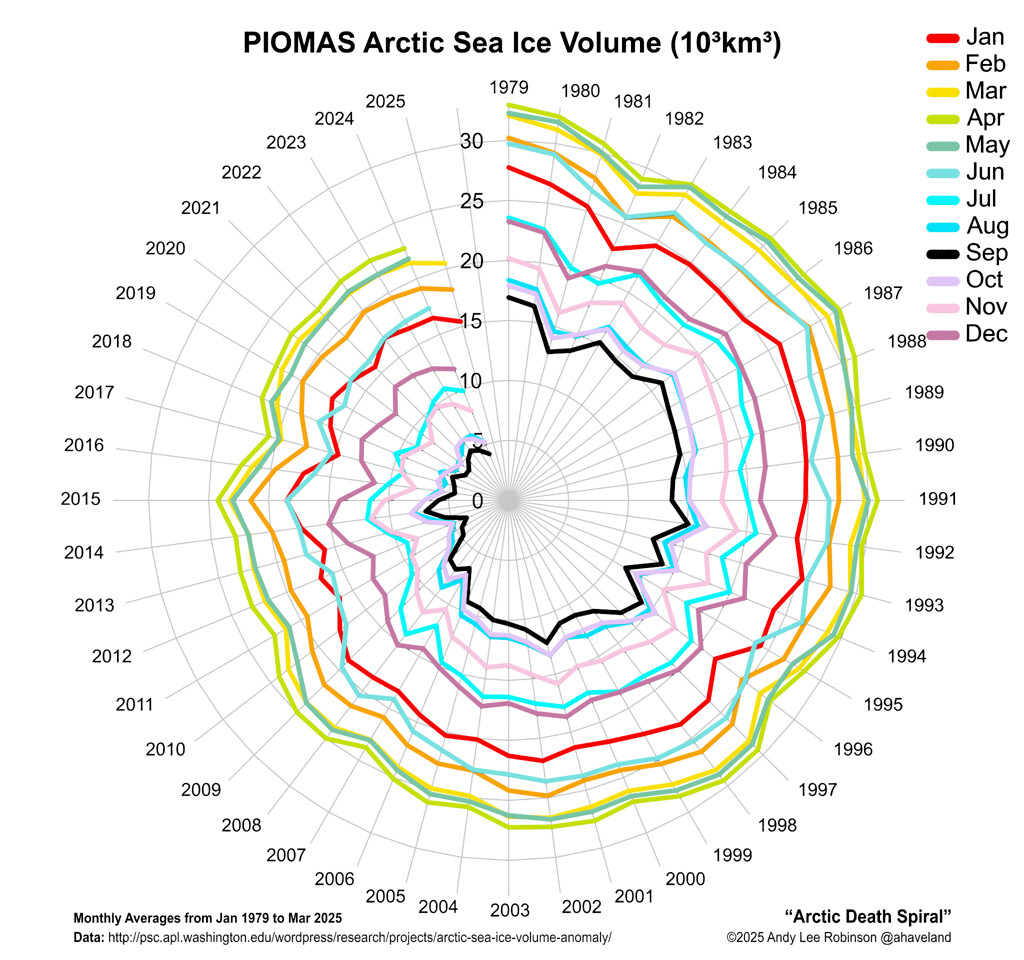
Eindrücklich: Die „arktische Todesspirale“

Eine Erhöhung der globalen Treibhausgaskonzentration erwärmt die Pole weit stärker als andere Teile der Erdoberfläche. In erster Linie ist hierfür die Eis-Albedo-Rückkopplung ursächlich: Schnee- und Eisflächen reflektieren den größten Teil der eingestrahlten Sonnenenergie ins Weltall. Das Abschmelzen der Schnee- und Eisflächen bringt darunter liegende Land- und Wasseroberflächen zum Vorschein, die mit ihrer dunkleren Farbe einen großen Teil der Sonnenenergie absorbieren. Die Oberfläche wird hierdurch weiter erwärmt.
In der Arktis ist die Wirkung der polaren Amplifikation in Klimasimulationen bereits nach wenigen Jahrzehnten beobachtbar und der Grund der schon heute dort messbaren starken Erwärmung. Sie ist deutlich in Form zurückgehender Gletscher, abnehmender arktischer Schneedecke und Meereisbedeckung erkennbar. Dabei beschränkt sich die Wirkung nicht nur auf die direkte Umgebung der verringerten Albedo. In einer Simulation zeigte sich eine dreieinhalbfach erhöhte Erwärmung der westlichen arktischen Landgebiete in Jahren mit rapide zurückgehendem Meereis. Die höheren Temperaturen ziehen sich bis zu 1500 km in das Landesinnere hinein.
Verstärkend wirkt, dass sich im Gegensatz zur Antarktis die Eismassen der Arktis auf Meereshöhe und sogar zum großen Teil im Meer befinden. Aufgrund der niedrigen Höhe liegen die Temperaturen in großen Bereichen der Arktis folglich sehr viel näher am Gefrierpunkt, weshalb schon geringe Temperaturerhöhungen eine Schmelze einleiten können. Meereis wird darüber hinaus nicht nur von oben (Sonne, Luft), sondern auch von unten, also von erwärmten Meeresströmungen geschmolzen. Erwärmt sich die Tundra, so führt dies zu einer Änderung des Bewuchses. Dunkle Wälder absorbieren viel mehr Sonnenenergie als Moos- und Flechtenbewuchs, der schon bei geringem Niederschlagsaufkommen vollständig von Schnee bedeckt werden kann. Auch dies unterstützt einen Erwärmungstrend. Neben den Treibhausgasen, die für die globale Erwärmung verantwortlich sind, stellt lokal Ruß ein weiteres Problem dar. Er wird von den Winden befördert, schlägt sich in der Arktis nieder und verdunkelt die Oberfläche des strahlend weißen Schnees und Eises.

### Künftige Erwärmung
Bis zum Jahr 2100 wird mit einem weiteren Ansteigen der durchschnittlichen Lufttemperatur in der Arktis um 2 bis 9 °C gerechnet. Für die gesamte Erde geht das in Fragen der Klimaforschung maßgebliche Intergovernmental Panel on Climate Change (IPCC, Weltklimarat) von einer demgegenüber deutlich geringeren Erwärmung um 1,1 bis 6,4 °C aus. In der (untersuchten westlichen) Arktis wurden mit dem unteren Rand dieser Schätzungen vergleichbare Temperaturen zuletzt während des sogenannten Holozänen Temperaturmaximums vor 10.000 bis 12.000 Jahren erreicht. Damals waren dort die Temperaturen um 1,6 ± 0,8 °C höher als im Durchschnitt des 20. Jahrhunderts. Zu jener Zeit vollzog sich die Erwärmung allerdings im Laufe von wenigstens zwei Jahrtausenden, trat regional zu unterschiedlichen Zeitpunkten auf und wurde vermutlich durch den damals noch vorhandenen Laurentidischen Eisschild über dem heutigen Kanada „ausbalanciert“.

## Zunehmender Niederschlag und „Regen-auf-Schnee-Ereignisse“
Im letzten Jahrhundert gab es in der Arktis eine Zunahme der Niederschläge um etwa 8 %, größtenteils als Regen. Im Herbst und Winter war der Anstieg dabei am stärksten ausgeprägt. Die Niederschlagstrends sind jedoch örtlich sehr unterschiedlich und die Messungen noch recht ungenau.
Im 21. Jahrhundert wird ein weiterer Anstieg der Niederschläge in der Arktis erwartet. Das vom Arktischen Rat in Auftrag gegebene Arctic Climate Impact Assessment (ACIA) prognostiziert einen Anstieg der Gesamtniederschläge um 20 %. Besonders stark werden die Niederschläge in den Küstenregionen im Herbst und im Winter zunehmen.
Laut dem Arctic Climate Impact Assessment kommt es bereits heute immer häufiger zu so genannten „Regen-auf-Schnee-Ereignissen“. Dabei fällt besonders der Winterniederschlag auf die am Boden liegende Schneedecke. Dies verursacht eine schnellere Schneeschmelze und kann in manchen Regionen zu akuten Überflutungen führen. In Westrussland etwa traten solche „Regen-auf-Schnee-Ereignisse“ um 50 % häufiger über die letzten 50 Jahre auf.

## Schmelzender grönländischer Eisschild
Der zweitgrößte Eisschild der Erde (nach der Antarktis) und die größten Gletscher der arktischen Region befinden sich auf Grönland. Der grönländische Eisschild ist einer der letzten Reste der pleistozänen Inlandsvereisung. Er hat sich erhalten, weil sich das Eis durch zwei Rückkopplungen selbst kühlt: Erstens reflektiert es einen großen Teil der Sonnenenergie, ohne sich dabei zu erwärmen (die so genannte Eis-Albedo-Rückkopplung), und zweitens liegt die Oberfläche des kilometerdicken Eisschildes auf Hochgebirgsniveau in kälteren Luftschichten.

### Massenverlust Grönland

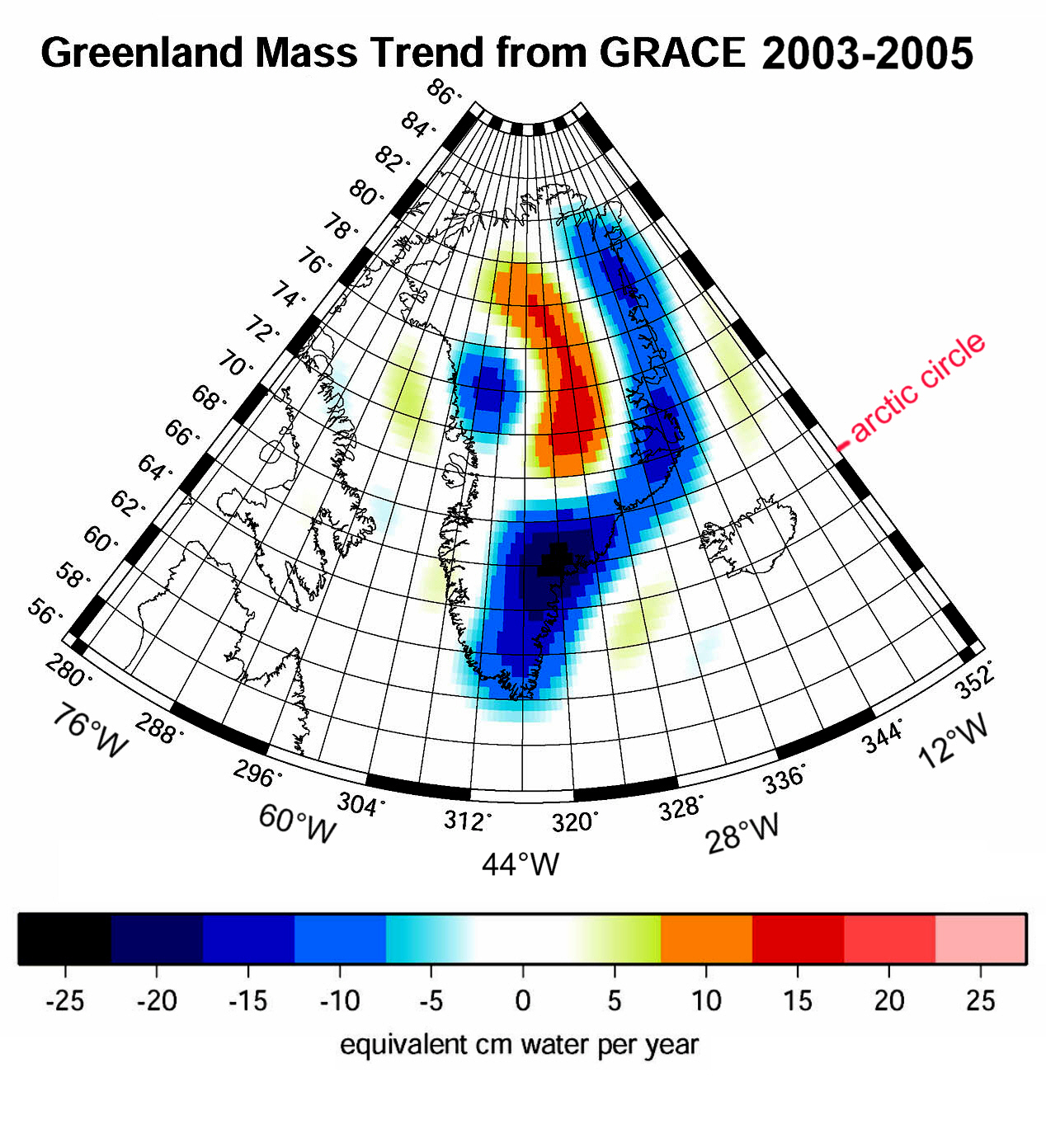
Eismassenveränderung in Grönland 2003–2005

Die Temperaturen im Süden der Insel sind seit Mitte des 20. Jahrhunderts um 2 °C gestiegen. In der Folge kam es zu deutlich zurückgehenden Gletschern, größeren Schmelzgebieten im Inland und zu einem zunehmenden Massenverlust. In den höher gelegenen Zentralgebieten nahm die Masse durch zunehmenden Schneefall Mitte der 2000er Jahre zwar noch zu. Trotzdem hat der grönländische Eisschild laut dem International Panel on Climate Change (IPCC) von 2006 bis 2015 im Mittel jedes Jahr ca. 280 Gigatonnen (Gt) an Eis verloren, was in etwa der Masse aller Gletscher der Alpen entspricht.
Zum Symbol für den Eisverlust wurde eine neue Insel namens Uunartoq Qeqertoq (auf Englisch Warming Island), die im Jahr 2005 an der Ostküste entdeckt wurde. Nachdem eine große Menge Festlandeis geschmolzen war, stellte sich heraus, dass es sich bei Uunartoq Qeqertoq nicht um eine mit dem Festland verbundene Halbinsel handelt, wie zuvor angenommen worden war.
| Massenveränderung Grönlands nach verschiedenen Studien | Massenveränderung Grönlands nach verschiedenen Studien | Massenveränderung Grönlands nach verschiedenen Studien | Massenveränderung Grönlands nach verschiedenen Studien |
| ------------------------------------------------------ | ------------------------------------------------------ | ------------------------------------------------------ | ------------------------------------------------------ |
| Studie                                                 | Massenveränderung in Gt/a (= Mrd. t/a)                 | Methode                                                | Zeitraum                                               |
| Krabill et al. 2000                                    | −47                                                    | Beobachtungsflüge                                      | 1994–1999                                              |
| Chen et al. 2006                                       | −239 ± 23                                              | GRACE                                                  | 2002–2005                                              |
| Velicogna et al. 2006                                  | −230 ± 30                                              | GRACE                                                  | 2002–2006                                              |
| Luthcke et al. 2007*                                   | −160 ± 15                                              | GRACE                                                  | 2003–2006                                              |
| Zwally et al. 2007*                                    | −90 ± 10                                               | ICESat                                                 | 2003–2005                                              |
| Wouters et al. 2008                                    | −179 ± 25                                              | GRACE                                                  | 2003–2008                                              |
| van den Broeke et al. 2009                             | −237 ± 20                                              | GRACE                                                  | 2003–2008                                              |
| Helm et al. 2014                                       | −375 ± 24                                              | CryoSat                                                | 2011–2014                                              |
|                                                        |                                                        |                                                        |                                                        |

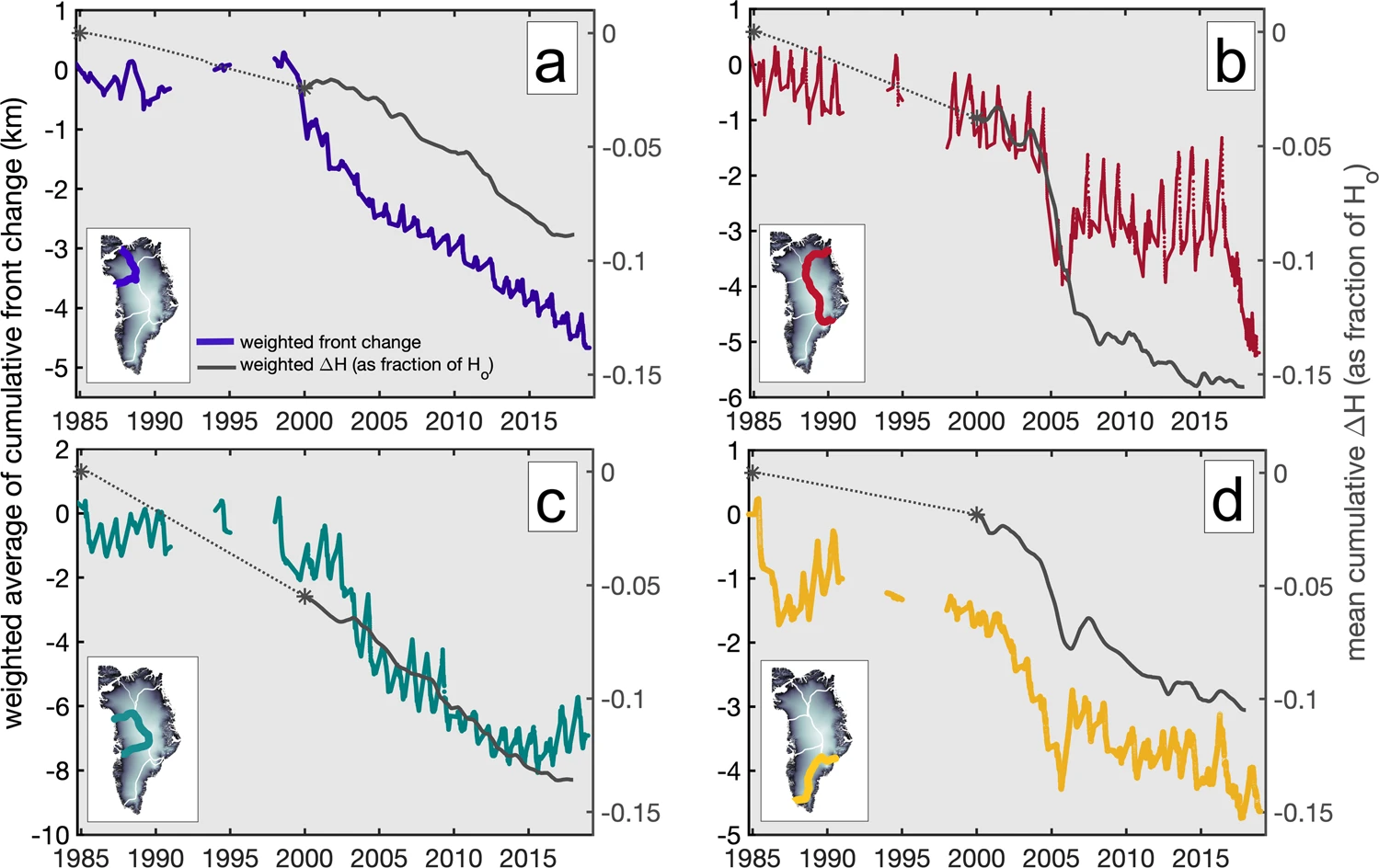
Regionale durchschnittliche Netto-Änderungen der Eis-Dicke (schwarz) und -Ausdehnung / Vorderposition (farbig)

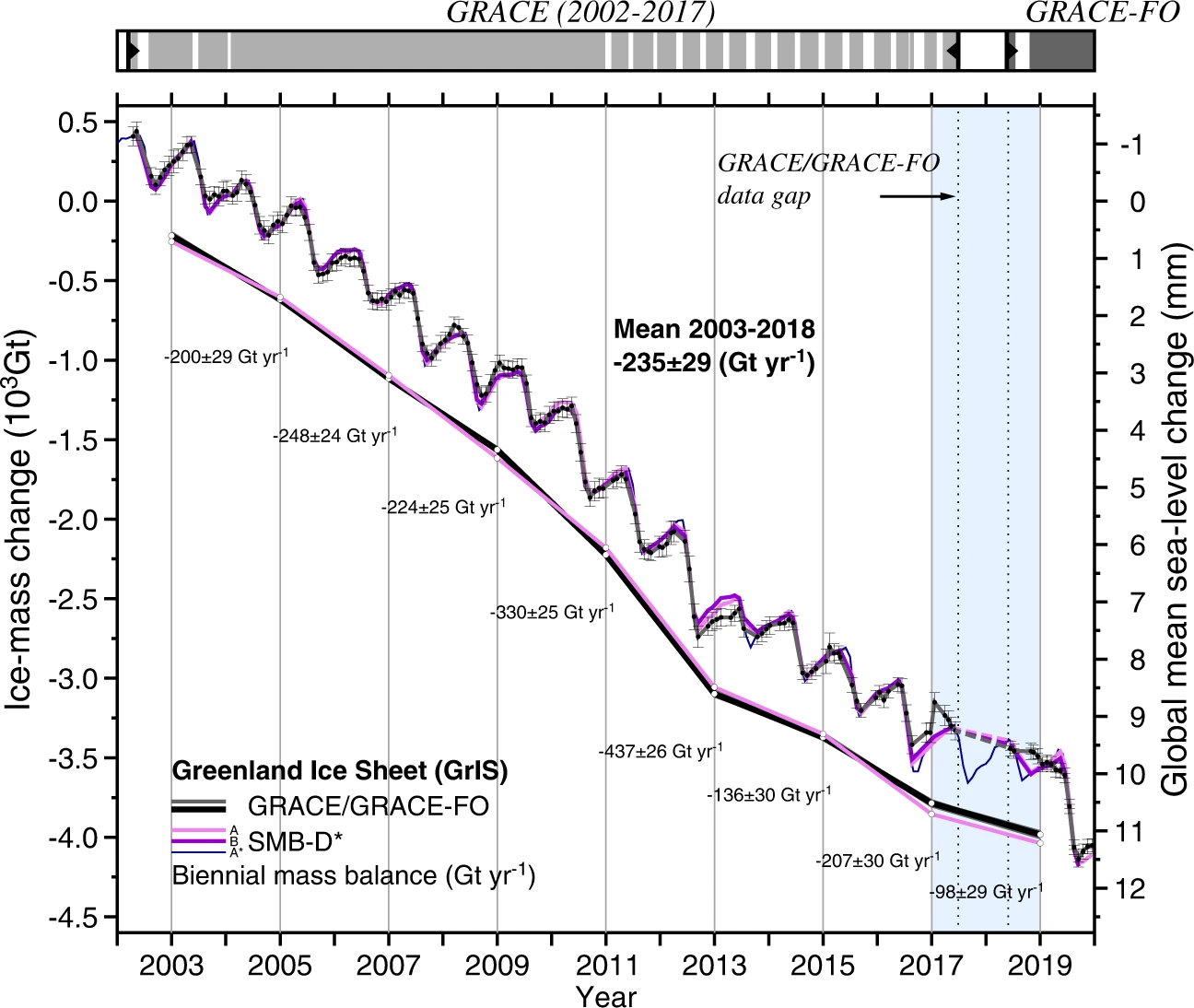
Masseänderungen 2002–2019

Die Massenveränderungen Grönlands werden mit Satelliten (z. B. mit GRACE, Cryosat und ICESat) erfasst. In den letzten 20 Jahren hat sich die Schmelze in den frostfreien Monaten (Mai–September) deutlich verstärkt. Insgesamt verlor Grönland 1996 noch knapp 100 Gigatonnen an Masse, ein Wert vergleichbar mit den 1960er Jahren, während 2007 fast 270 Gigatonnen verloren gingen. 2007 ist erstmals eine negative Massenbilanz für die Höhe ab 2000 m festgestellt worden.
Von 2000 bis einschließlich 2008 lag der gesamte Massenverlust bei ungefähr 1500 Gigatonnen.
Unterschiedliche Forscherteams kommen bei der Auswertung der Satellitendaten zu abweichenden Ergebnissen (siehe Tabelle), doch kommen alle übereinstimmend zu dem Ergebnis, dass Grönlands Masse stark abnimmt. Das Danmarks Meteorologiske Institut (DMI in Narsarsuaq, Südgrönland) führt inzwischen hierzu eigene tagesaktuelle Bilanzierungen durch. Mit Ausnahme von 2011/2012 beträgt der durchschnittliche jährliche Eisschwund seit 1990 etwa 200 Gt.
Vor allem die Ränder Grönlands sind von einem beschleunigten Eisverlust betroffen. Die Eisschmelze ist auch landeinwärts nachweisbar. Zwischen 1992 und 2005 hat sich der Anteil des grönlandischen Gebietes mit feststellbarer Eisschmelze um etwa 40.000 km² pro Jahr vergrößert, wodurch jetzt über ein Viertel der Insel schmelzendes Eis aufweist.
Eine Studie aus dem Jahr 2011 untersuchte den Massenverlust der Arktis und Antarktis und fand heraus, dass im Zeitraum zwischen 1992 und 2009 in Grönland jedes Jahr 21,9 Gigatonnen mehr Eis schmilzt als im Jahr zuvor. Zum Vergleich: Im Bodensee befinden sich 48 Gigatonnen Wasser.
Die Grenze für ein Abschmelzen der grönländischen Eismassen liegt nach einer im Jahr 2012 erschienenen Studie zwischen 0,8 und 3,2 Grad. Der wahrscheinlichste Wert liegt bei 1,6 Grad. Sollte die globale Erwärmung auf 2 Grad begrenzt werden können, würde das Abschmelzen circa 50.000 Jahre dauern, bei einer möglichen, aber unwahrscheinlichen Erwärmung um 8 Grad dagegen nur 2000 Jahre.
Im Juli 2012 zeigten Satellitendaten, dass 97 % der Eisfläche Grönlands anschmolzen, selbst 3000 Meter hoch gelegene Bereiche. Dies war seit Beginn der Satellitenbeobachtung noch nie beobachtet worden; normalerweise schmilzt zu dieser Jahreszeit etwa die Hälfte des Eises an. Eiskernanalysen zeigen, dass die Hochlagen Grönlands zuletzt im Jahr 1889 von Tauwetter betroffen waren. Ein solches Ereignis findet durchschnittlich alle 150 Jahre statt. Sollte das beobachtete Schmelzen ein Einzelfall bleiben, so wäre es im Rahmen der Statistik nichts Ungewöhnliches. Ist solches jedoch in den kommenden Jahren erneut zu beobachten, bedeutete es einen bislang unerwarteten Effekt verstärkten Schmelzens in dieser Region.
Laut einer 2016 publizierten Studie wurde die Postglaziale Landhebung in Studien, die GRACE-Satellitendaten zur Grundlage hatten, bislang fehlerhaft berücksichtigt, so dass die Eisschmelze um jährlich etwa 20 Gigatonnen höher ist als in vorangegangenen Studien angegeben wurde.
Daten einer Expedition des Alfred-Wegener-Institut für Polar- und Meeresforschung an Bord des deutschen Forschungseisbrechers Polarstern zeigten anhand des 79-Grad-Nord-Gletschers an der Framstraße, dass auch das Eis in der Nordost-Ecke Grönlands schmilzt.
Am 13. August 2020 berichteten Wissenschaftler, dass das Abschmelzen des Grönländischen Eisschilds den Umkehrgrenzpunkt überschritten hat. Diese Eisschmelze ist der größte Beitragsfaktor des Meeresspiegelanstiegs, welcher Küstenregionen und Inselstaaten bedroht, sowie Stürme und Überflutungen häufiger und heftiger werden lässt. Ein großflächiger Rückgang 2000–2005 führte laut der Studie zu dem Übergang zu einem Stadium anhaltender Masseverlustdynamik.
Ein anderes Wissenschaftlerteam berichtete am 20. August 2020, dass der Eisschild 2019 eine Rekordmasse an Eis verlor und lieferte Erklärungen für den anomalen, niedrigeren Eisverlust in 2017 und 2018.
Am 31. August 2020 berichteten Wissenschaftler der University of Leeds und des Dänischen Meteorologischen Instituts, dass Eisverluste in Grönland und Antarktis Worst-Case-Szenarien des Meeresspiegelanstiegs des Fünften Sachstandsberichts des IPCC entsprechen.

### Isostatische Dynamik
Infolge der Gletscherschmelze steigt Grönland langsam auf. Weil die Eismasse der Insel deutlich abnimmt, reduziert sich das auf Grönland lastende Gewicht. In den letzten Jahren hob sich das Festland hierdurch vor allem in den Küstenregionen stellenweise um bis zu 4 cm pro Jahr an. Vor 2004 lag dieser Wert noch bei 0,5 bis 1 cm. Daraus lasse sich schließen, dass das grönländische Eis derzeit viermal schneller schmelze als noch vor ein paar Jahren, so der Wissenschaftler Shfaqat Khan vom Danish National Space Center (DTU Space).

### Gletscherdynamik

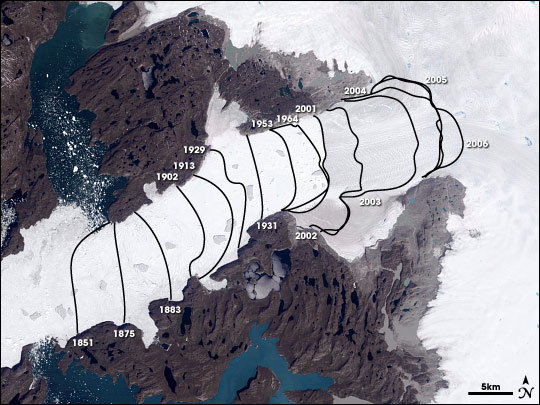
Luftbild des Jakobshavn Isbræ. Die Linien markieren den fortschreitenden Rückzug der Kalbungsfront des westgrönländischen Gletschers seit 1851 bis 2006.

An einzelnen Gletschern Grönlands zeigt sich eine überraschende Dynamik, die zuvor (vermutlich auch aufgrund geringerer Forschungstätigkeit) bei Gletschern generell unbekannt war. Innerhalb von Tagen oder Wochen kann sich die Fließgeschwindigkeit eines Gletschers vervierfachen, um dann wieder auf das ursprüngliche Maß zurückzugehen. Im vieljährigen Durchschnitt hat sich bei einigen westgrönländischen Gletschern keine generelle Beschleunigung der Fließgeschwindigkeit gezeigt. Zwei der größten Gletscher der Insel, der Kangerlussuaq Gletsjer und der Helheimgletsjer, die zusammen 35 % zum Massenverlust Ostgrönlands in den vergangenen Jahren beigetragen haben, wurden von einem Team um den Glaziologen Ian Howat detaillierter untersucht. Dabei stellte sich heraus, dass sich die Schmelzrate der beiden Gletscher zwischen 2004 und 2005 verdoppelt hatte. Bis 2006 war der Massenverlust wieder auf den Wert von 2004 zurückgegangen. Eine ähnliche Dynamik lässt sich auch am rechts abgebildeten Jakobshavn Isbræ an der Westküste Grönlands beobachten. Zwischen 2001 und 2003 hatte sich seine Schmelzrate drastisch beschleunigt und war 2004 wieder deutlich zurückgegangen. Während sich der Gletscher zwischen 1991 und 1997 im Durchschnitt um 15 m pro Jahr zurückgezogen hatte, war dieser Wert bis 2003 auf fast das Doppelte angewachsen. Parallel beschleunigte sich die Bewegung seiner Eismassen. Betrug deren Geschwindigkeit 1985 noch 6,7 km pro Jahr und 1992 bis 1997 nur 5,7 km, stieg dieser Wert deutlich auf 9,4 km pro Jahr für 2000 und weiter auf 12,6 km im Jahr 2003 an. 2004 hatte sich der Rückzug dann wieder deutlich verringert, was die bis heute kaum berechenbare Dynamik des Jakobshavn Isbræ verdeutlicht.

### Anstieg des Meeresspiegels durch Schmelzwasser
Zwischen 1993 und 2003 betrug der weltweite Meeresspiegelanstieg nach Satellitenmessungen pro Jahr durchschnittlich 3,1 ± 0,7 mm. Der Eisschild Grönlands trug hierzu mit 0,21 ± 0,07 mm bei. Bis 2007 erhöhte sich der globale Anstieg weiter auf 3,3 ± 0,4 mm. Das IPCC schätzt, dass bis 2100 Erhöhungen des Meeresspiegels zwischen 0,19 m und 0,58 m möglich sind. Der Beitrag der schwer zu modellierenden Eisschilde Grönlands und der Antarktis ist hiervon allerdings ausdrücklich ausgenommen, weil das wissenschaftliche Verständnis ihrer Dynamik keine seriöse Abschätzung erlaubt.
Grönlands Eismasse ist groß genug, um den Meeresspiegel weltweit über 7 m ansteigen zu lassen. Eine der heute absehbar größten katastrophalen Folgen der Erderwärmung bestünde demnach in einem kollabierenden Eisschild. In den vergangenen Jahren wurden Schätzungen kontinuierlich nach unten korrigiert, ab wann ein nicht wieder umkehrbarer Auflösungsprozess einsetzen und wie lange er anhalten würde, bis das gesamte grönländische Eis abgeschmolzen ist. Zu Beginn der 2000er Jahre wurde ein solches Szenario allenfalls im Laufe von Jahrtausenden für möglich erachtet. Heute ist es eher Konsens, dass hierbei höchstens in Jahrhunderten gerechnet werden sollte. Die in den vergangenen Jahren bekannt gewordenen Daten über rapide Veränderungen der Eisschilde deuten auf eine Dynamik hin, die das Bild von trägen, riesigen Eismassen zunehmend in Frage stellt.
Zudem wurden 2006 und 2007 Studien veröffentlicht, welche den Verlust von beträchtlichen Teilen des Eisschildes sogar binnen einiger Jahrzehnte für nicht ausgeschlossen halten. Zu dieser Schlussfolgerung kommt ein Artikel von Jonathan Overpeck et al. in der Zeitschrift Science. Dieser sucht nach klimatischen Bedingungen in der Klimageschichte, die den in diesem Jahrhundert erwarteten ähneln. Dabei wird er mit der Eem-Warmzeit vor etwa 129.000 bis 118.000 Jahren fündig. Damals lagen die Meeresspiegel um wenigstens 4 m und möglicherweise über 6 m höher als heute. Die Bedingungen in der Arktis, so die Autoren, könnten gegen Ende des 21. Jahrhunderts denen während der Eem-Warmzeit gleichen. Wenn damals große Teile des grönländischen Eisschildes geschmolzen seien, könne schwerlich davon ausgegangen werden, dass er nun vergleichbar hohe Temperaturen unbeschadet überstehen werde. NASA-Klimatologe James E. Hansen warnte bereits 2005 vor einem rapiden Meeresspiegelanstieg als Folge überraschend schnell schmelzender Eisschilde. Hansen verweist dafür auf den am Übergang zur aktuellen Warmzeit aufgetretenen Schmelzwasserpuls 1A vor über 14.200 bis 14.700 Jahren. Während des Pulses stieg der Meeresspiegel um 20 m innerhalb von 400 bis 500 Jahren, oder um durchschnittlich einen Meter alle 20 Jahre. Hansen nimmt nicht an, dass ein vergleichbar rascher Anstieg der Ozeane sehr wahrscheinlich sei, er geht jedoch von einer (im Plural) „in Metern“ zu messenden Erhöhung bis Ende des 21. Jahrhunderts aus.

### Mögliche veränderte Zirkulation des Ozeans
Es gibt verschiedene Mechanismen, welche die von der Sonne erzeugte Wärme- und Strömungsenergie vom Äquator zu den Polen befördern. Dazu zählen die global miteinander verbundenen Bewegungen der Wassermassen des Ozeans: Die thermohaline Zirkulation entsteht aufgrund von Unterschieden in der Temperatur und im Salzgehalt des Meerwassers.
In den vergangenen 120.000 Jahren war der Nordatlantikstrom mehrfach unterbrochen. Ursache dafür war vermutlich jeweils der Zufluss großer Mengen Süßwassers, welches den Verdichtungsprozess des Meerwassers abschwächte und das Absinken des Oberflächenwassers verhinderte. Theoretisch ist es denkbar, dass der Nordatlantikstrom durch den verstärkten Eintrag von Süßwasser aus den grönländischen Gletschern erneut unterbrochen wird. Ein Versiegen des Golfstroms hätte, wenn auch keine Eiszeit, so doch einen starken Kälteeinbruch in ganz West- und Nordeuropa zur Folge.
Eine Unterbrechung des Nordatlantikstroms wird bislang von den beteiligten Wissenschaftlern als zumindest mittelfristig sehr unwahrscheinlich erachtet. Bis zum Ende des 21. Jahrhunderts wird nach Simulationen mit Klimamodellen eine leichte Abschwächung des Nordatlantikstroms erwartet. Im Zuge von Untersuchungen des Nordatlantikstroms in den 2000er Jahren wurde deutlich, dass dieser starken natürlichen Schwankungen unterliegt, bisher jedoch keine Abschwächungstendenzen aufweist.
Die im Winter 2005/2006 durch veränderte atmosphärische Strömungsmuster in die Arktis transportierte Heizleistung betrug 90 Terawatt, was der Leistung von 90.000 herkömmlichen Atomkraftwerken entspricht.

## Zurückgehende Gletscher außerhalb Grönlands
Auch an anderen Stellen in der Arktis beginnen die Gletscher abzuschmelzen. Seit 2000 gingen von den 40 Gletschern der 8100 km² großen Vatnajökull-Eiskappe auf Island alle bis auf einen zurück. In Island gingen zwischen 1995 und 2000 von 34 untersuchten Gletschern 28 zurück, vier waren stabil und zwei wuchsen.

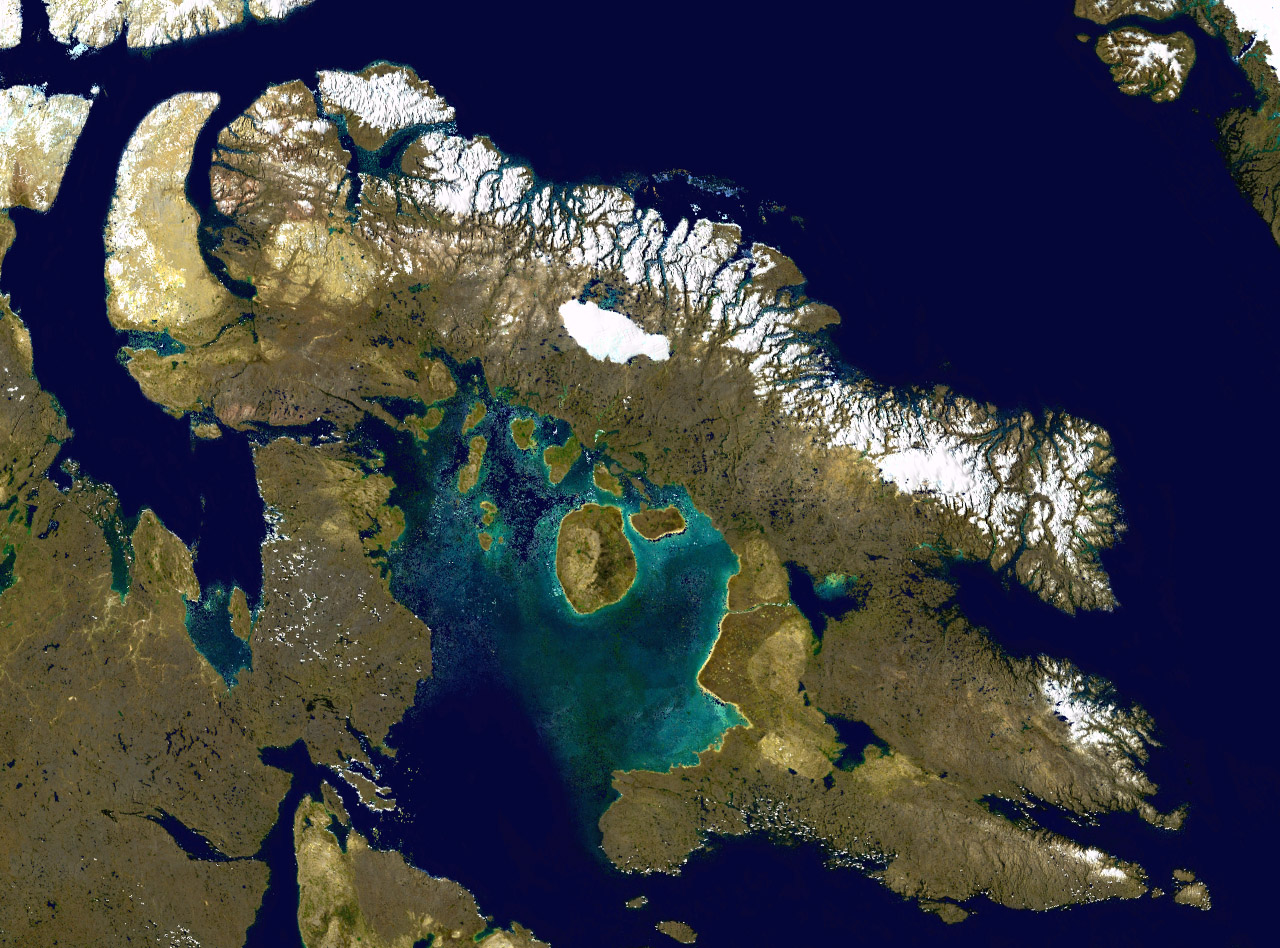
Die Baffininsel im Norden Kanadas. Ihre Eisschilde sind in den vergangenen 50 Jahren um mehr als die Hälfte geschrumpft und könnten bis 2070 ganz verschwunden sein.

Im Kanadisch-arktischen Archipel gibt es zahlreiche große Eiskappen. Dazu zählen die Penny- und Barneseiskappen auf der Baffininsel (mit 507.451 km² die fünftgrößte Insel der Welt), die Byloteiskappe auf der Bylot-Insel (11.067 km²) und die Devoneiskappe auf der Devon-Insel (55.247 km²). Diese Eiskappen verlieren an Mächtigkeit und ziehen sich langsam zurück. Seit den 1950er Jahren sind über 20 Eisschilde auf der Baffininsel als direkte Folge der Erderwärmung um mehr als die Hälfte geschrumpft, wie eine Studie der University of Colorado at Boulder ergab. Das sei die geringste Ausdehnung seit mindestens 1600 Jahren, so die Autoren. Der Rückgang sei umso bemerkenswerter, da natürliche Faktoren wie die langfristige Neigung der Erdachse zu sinkender Sonneneinstrahlung in der Arktis geführt habe und in der Folge ein Anwachsen der Eismasse zu erwarten gewesen sei. Setze sich der Trend wie in den vergangenen 50 Jahren gleichförmig in der Zukunft fort, sei das vollständige Verschwinden der Eisschilde bis spätestens 2070 zu erwarten – ein Zustand, der zuletzt wahrscheinlich im mittleren Holozän vor 5000 bis 8000 Jahren herrschte. Die Penny- und Barneseiskappen sind allein zwischen 1995 und 2000 in niederen Lagen (unter 1600 m) jährlich um über 1 m dünner geworden. Insgesamt haben die Eiskappen der kanadischen Arktis zwischen 1995 und 2000 jährlich 25 km³ Eis verloren. Zwischen 1960 und 1999 hat die Devoneiskappe 67 ± 12 km³ Eis verloren. Die Hauptgletscher, die vom Rand der östlichen Devoneiskappe ausgehen, haben sich seit 1960 um 1–3 km zurückgezogen. Die Simmoneiskappe auf dem Hazen-Hochland der Ellesmere-Insel hat seit 1959 47 % ihrer Fläche eingebüßt. Halten die gegenwärtigen Bedingungen an, so wird das verbleibende Gletschereis auf dem Hazen-Hochland um 2050 verschwunden sein.
Nördlich von Norwegen liegt die Insel Spitzbergen, die von vielen Gletschern bedeckt ist. Der Hansbreen-Gletscher auf Spitzbergen z. B. zog sich zwischen 1936 und 1982 um 1,4 km zurück. Weitere 400 m Länge verlor er zwischen 1982 und 1998. Auch der Blomstrandbreen hat sich verkürzt: In den vergangenen 80 Jahren hat die Länge des Gletschers um etwa 2 km abgenommen. Seit 1960 zog er sich durchschnittlich mit 35 m pro Jahr zurück, wobei sich die Geschwindigkeit seit 1995 erhöht hat. Der Midre Lovenbreen-Gletscher hat zwischen 1997 und 1995 200 m Länge verloren.

## Schrumpfendes arktisches Meereis

Rekonstruierte spätsommerliche Meereisausdehnung seit 560 (rote Linie) und beobachtete Werte seit 1870 (blaue Linie, geglättet); aktuelle ungeglättete Werte liegen bei 3,4 bis 5 Mio. km²

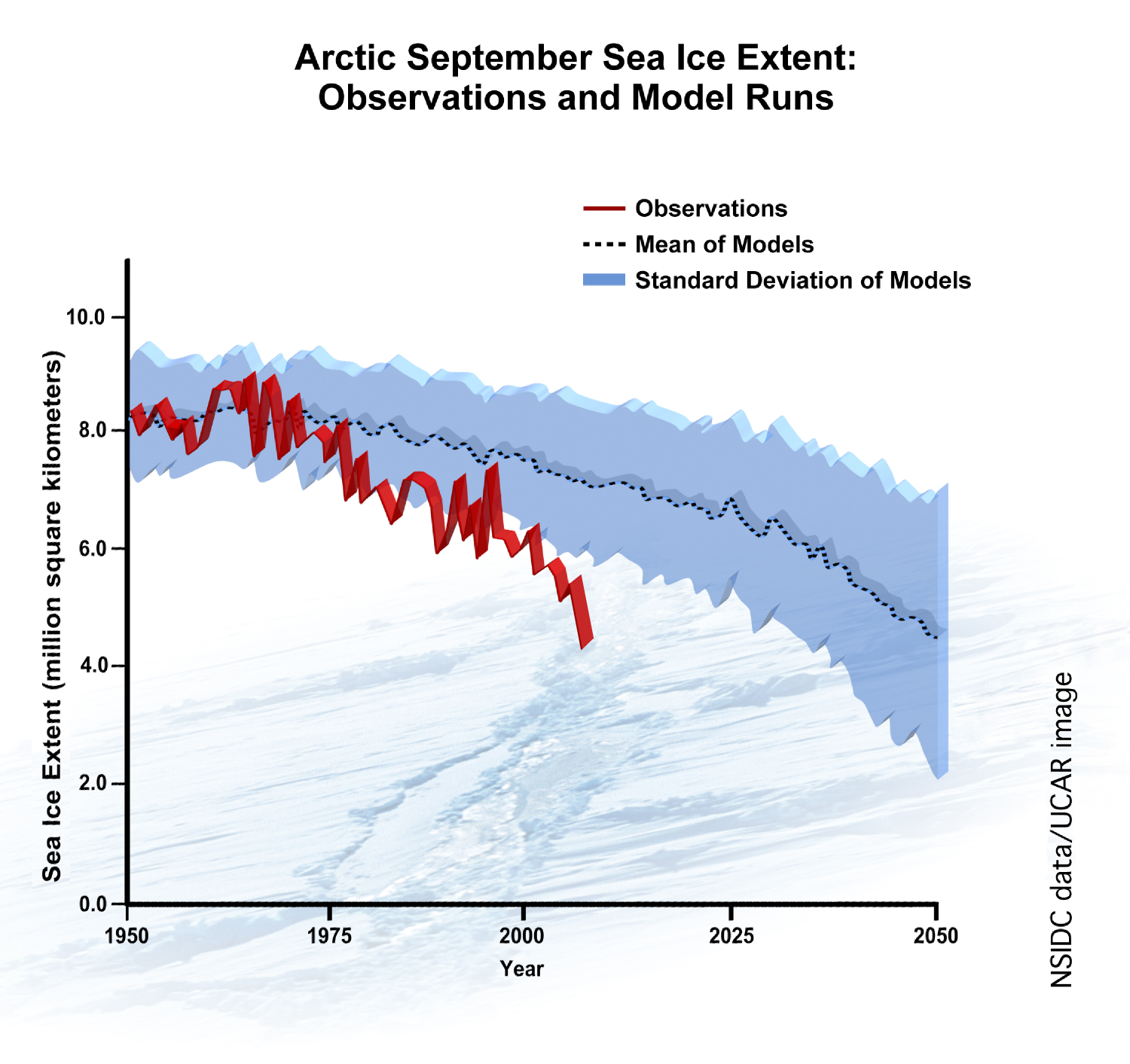
Das Schmelzen des Meereises in der Arktis verläuft schneller als alle Klimamodelle, die Grundlage des 4. Sachstandsberichts des IPCC von 2007 waren, erwarten ließen

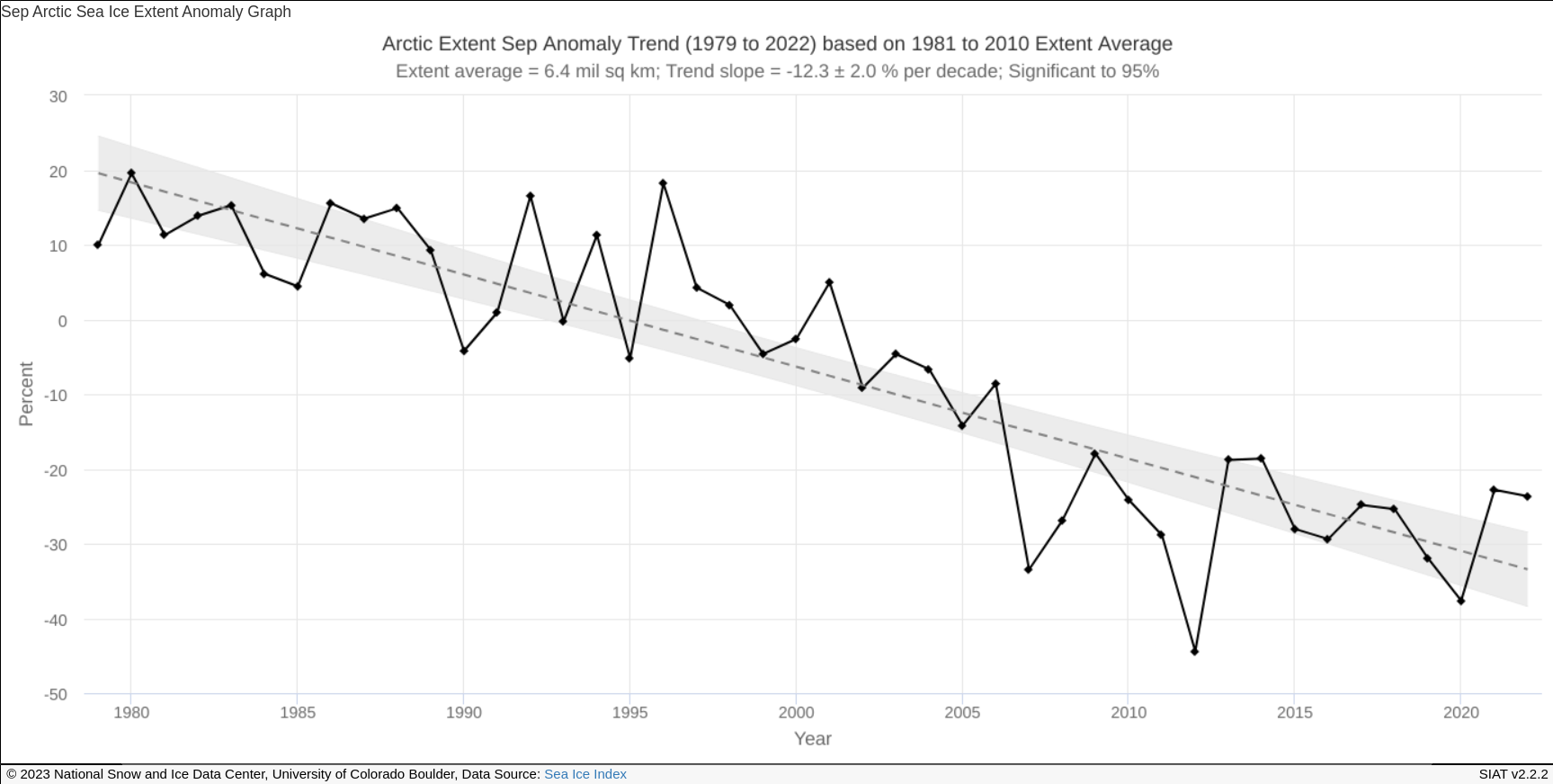
Die Grafik zeigt die stark um 12,3 % pro Jahrzehnt zurückgehende Ausdehnung des Meereis-Minimums in der Arktis zwischen September 1979 und September 2022. (Unter Anomalie versteht man den Grad der Abweichung vom langjährigen Mittel.)

Diese Animation zeigt die monatliche Entwicklung des Meereises von 1979 bis 2017.

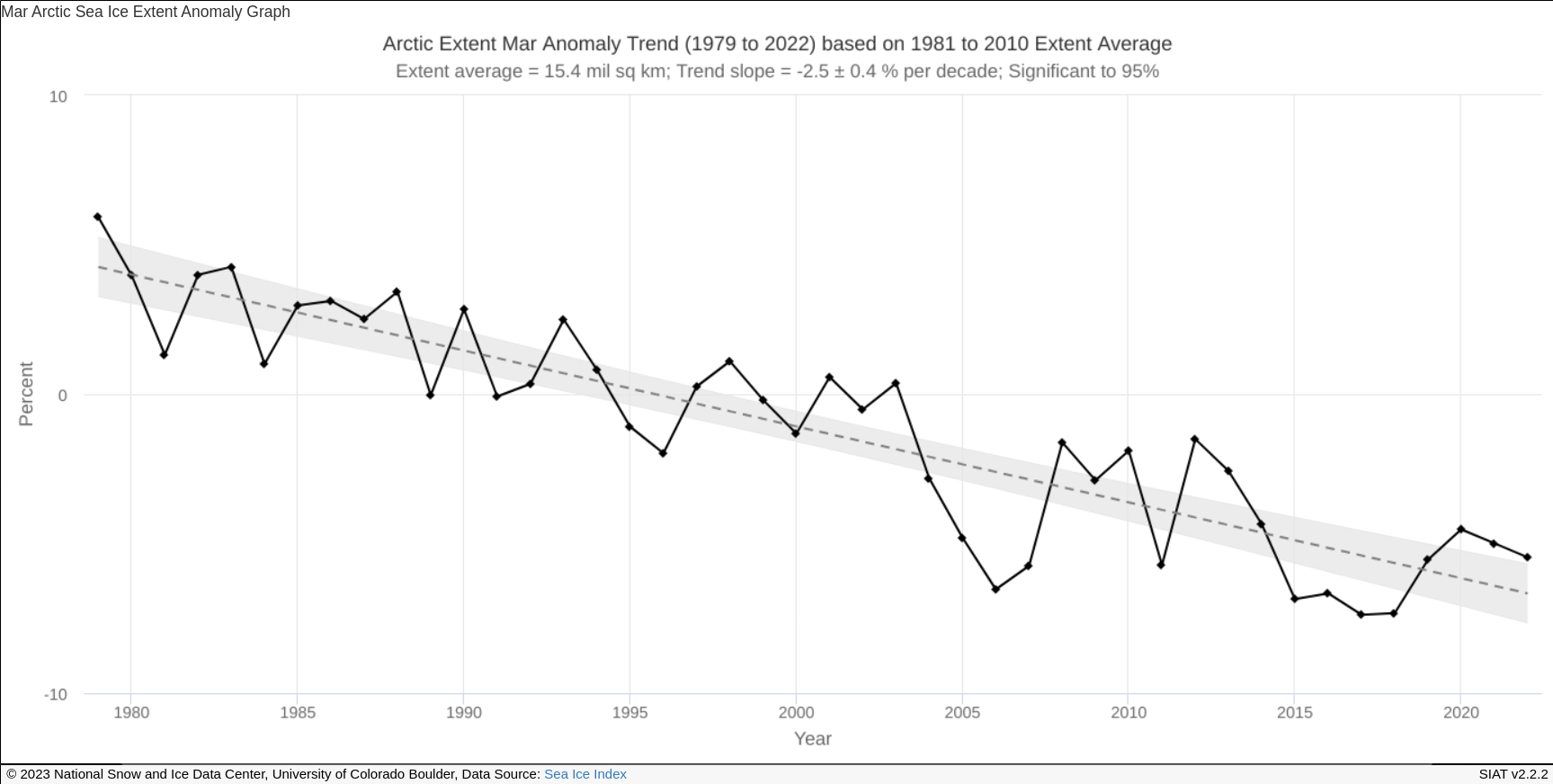
Auch das Meereis-Maximum, das typischerweise im März jeden Jahres erreicht wird, weist einen Rückgang auf (um 2,5 % pro Jahrzehnt).

Zur Abnahme der Fläche gesellt sich eine der Dicke und damit eine noch deutlichere des Eisvolumens, die hier als den saisonalen Schwankungen überlagert sichtbar wird.

Die Entwicklung des Meereises zu beobachten ist keine leichte Aufgabe, denn es schwankt stark in seiner Dicke und Dichte. Seine Flächenausdehnung lässt sich vergleichsweise einfach von Satelliten aus erfassen. Seit Beginn der Satellitenmessungen ist die Meereisausdehnung in der Arktis stark rückläufig. Rückläufige Trends werden in allen Regionen und allen Monaten beobachtet, wobei die Monate mit dem stärksten Rückgang September, Juli und August sind, die Regionen mit dem stärksten Rückgang im Jahresmittel die Barentssee und Karasee. Rekonstruktionen der arktischen Meereisausdehnung zeigen, dass der gegenwärtige Rückgang der Eisausdehnung, zumindest im Vergleich zu den letzten einigen tausend Jahren, außergewöhnlich und nicht mit den natürlichen Ursachen vergangener Änderungen erklärbar zu sein scheint. Die größte Menge Eis bildet sich in der Laptewsee. Im Jahr 2020 begann die Eisbildung so spät wie noch nie seit Beginn der Aufzeichnungen.
Zu Beginn der Satellitenbeobachtung 1979 und in den Folgejahren betrug die durchschnittliche Ausdehnung der Eisfläche noch ungefähr 7,5 Mio. km². Zwischen 1979, dem Beginn der modernen Satellitenbeobachtung, und 2005 nahm die beobachtete Eisfläche um 1,5 bis 2,0 % pro Dekade ab. Der Eisflächenrückgang ist generell im September am stärksten, es ist traditionell der Monat mit der geringsten Ausdehnung; der Eisrückgang betrug bis Mitte der 2000er Jahre in diesem Monat 8,6 ± 2,9 % pro Jahrzehnt. Bis 1953 in die Vergangenheit erweitert – um nicht mit Satelliten beobachtete Jahre –, betrug die Abnahme noch 7,7 ± 0,6 % pro Dekade.
Größere Unsicherheiten bestehen in der Erfassung der Dicke des Eispanzers, die jedoch für die Beurteilung der Situation unerlässlich ist. Hier schwanken die Angaben zwischen 40 % und 8 bis 15 % Abnahme. In einer Pressemitteilung von September 2007 anlässlich der ersten Ergebnisse einer Arktisexpedition mit dem Forschungsschiff Polarstern schreibt das Alfred-Wegener-Institut für Polar- und Meeresforschung (AWI): „Große Flächen des arktischen Meereises sind in diesem Jahr nur einen Meter dick und damit etwa 50 Prozent dünner als im Jahr 2001.“ Während der MOSAiC-Expedition (2019–2020) wurde der größte Rückgang von Polareis seit Beginn der Aufzeichnungen gemessen. Das Eis ist laut den Daten nur noch halb so dick wie um das Jahr 1880 und die Ausdehnung des Polareises im Sommer 2020 nur noch halb so groß wie die bei der letzten Beobachtung.
Zhang und Rothrock von der University of Washington verwenden ein komplexes numerisches Modell (PIOMAS), das mit realen Daten für Strömungen, Temperaturen, Bewölkung gefüttert und mit Messungen der Eisdicke durch U-Boote und durch den Satelliten ICESat getestet wurde, um die „weißen Flecken auf der Landkarte“ aufzufüllen. Ihr Ergebnis zeigt, dass bei Betrachtung des Eisvolumens die Lage wesentlich alarmierender ist als bei Betrachtung der Eisfläche allein. Die Grafik rechts spricht für sich selbst.
Seit März 2013 stehen erstmals großflächige Messdaten für die Eisdicke und damit das Volumen zur Verfügung. Der europäische Satellit CryoSat 2 misst mit Radarimpulsen den Höhenunterschied zwischen der Eisoberfläche und der Meeresoberfläche in Freiflächen zwischen den Eisschollen. Hieraus lässt sich unter Berücksichtigung der Schneeauflage und der Dichte des Eises dessen Dicke gewinnen. Sie ist etwas größer als die von PIOMAS errechnete, nimmt aber ebenso schnell ab.
Infolge der Eisabschmelzung meldete die Europäische Weltraumorganisation ESA am 14. September 2007, dass erstmals seit Beginn der Satellitenbeobachtungen die Nordwestpassage eisfrei war. 2008 waren dann zum ersten Mal sowohl die Nordwest- als auch die Nordostpassage prinzipiell beschiffbar. Die Abkürzung des Seeweges zwischen Europa und Asien ist von großem wirtschaftlichen Interesse. Die Nutzung der Passagen ist aber noch mit erheblichen Problemen und Gefahren verbunden: der Belastung von Mannschaft und Schiff durch niedrige Temperaturen, schlechten Sichtverhältnissen, fehlender Infrastruktur und schlechten Kommunikationsmöglichkeiten, der fehlenden Erfahrung, dort zu navigieren, und der Gefahr der Kollision mit Meereis, Eisbergen oder Begleitschiffen wie Eisbrechern in Konvois. Zunehmende Emissionen und Abfälle der Schifffahrt bedrohen die Umwelt in der Arktis.
Von einem internationalen Forscherteam wurden im Jahr 2008 die Zirkulationsmuster der Atmosphäre im hohen Norden untersucht; diese haben sich zu Beginn dieses Jahrzehnts drastisch umgestellt – mit einer systematischen Verlagerung von Luftdruckzentren nach Nordosten im Winterhalbjahr. Dadurch ergibt sich ein ausgeprägter atmosphärischer und ozeanischer Hitzetransport polwärts. Es sei dies die treibende Kraft hinter den aktuellen Klimaveränderungen in der Arktis.
Im September 2012 erreichte die Fläche des Meereises einen neuen Tiefstand, der das bisherige Minimum von 2007 um 18 Prozent unterschritt. Die Meereisausdehnung ist definiert als die Gesamtfläche des Ozeans mit mindestens 15 Prozent Eiskonzentration. Der Wert von 2012 betrug mit 3,41 Mio. km² nur die Hälfte (51 %) der mittleren Ausdehnung der Jahre 1979–2000 zum Zeitpunkt des jährlichen Minimums. Entgegen dem mehrjährigen Trend gab es in den Jahren 2013 und 2014 zum Teil erhebliche Meereiszugewinne (33 % bzw. 25 % im Vergleich zum Durchschnitt von 2010 bis 2012). Dickes Meereis im Nordwesten Grönlands führte zu einer 5%igen Abnahme an Tagen, an denen Eisschmelze erfolgte. Der massive Zuwachs an Meereis nach nur einem kühlen Sommer lässt vermuten, dass Meereis resilienter (widerstandsfähiger) ist als bisher angenommen. 2015 betrug die minimale Ausdehnung 4,26 Mio. km², die Eisbedeckung nahm also wieder ab. Im Jahr 2016 wurde mit 4,02 Mio. km² die nach 2012 bis dato zweitgeringste Ausdehnung beobachtet.

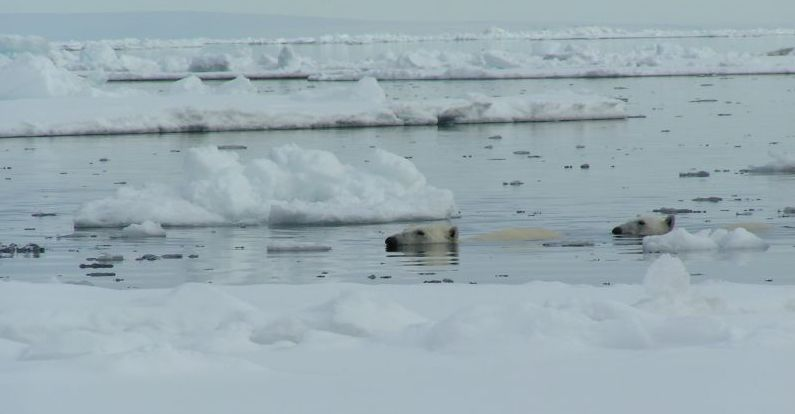
Auch wenn Eisbären ausdauernde Schwimmer sind, droht ihnen durch schmelzendes Meereises ein deutlicher Rückgang der Population. Besonders Weibchen mit Jungen sind von stabilen Eiskorridoren abhängig.

Zum Ende des arktischen Sommers 2020 fiel die Meereisbedeckung auf den zweitniedrigsten Wert seit Start der Satellitenaufzeichnungen. Das Meereisvolumen sank auf den niedrigsten Wert seit 2010, den Beginn der Volumenschätzungen auf Basis von satellitengestützter Altimetrie. Während einer Hitzewelle in Sibirien erreichte die Eisbedeckung in der Laptewsee 2021 einen neuen Negativrekord für den Monat Juni.
Die Meereisverluste werden aller Voraussicht nach anhalten, bis der Arktische Ozean eisfrei ist, wobei unter „eisfrei“ in der Regel eine Meereisfläche von weniger als 1 Mio. km² verstanden wird. Im September, dem Monat mit der im Jahreszyklus geringsten Eisfläche, könnte im Monatsmittel schon in den 2030er Jahren die Arktis erstmals „meereisfrei“ sein; bis 2050 sind meereisfreie Septembermonate wahrscheinlich. Bis 2100 sind in Szenarien mit wenig Treibhausgasemissionen potentiell die Monate August–Oktober eisfrei, bei einem hohen Treibhausgasausstoß die Monate Mai–Januar, das arktische Meer wäre dann weniger als die Hälfte des Jahres eisbedeckt.

### Tipping-Point
Systeme mit positiver Rückkopplung können instabil werden und verhalten sich bisweilen nichtlinear. Es wird vermutet, dass die Arktis aufgrund der Eis-Albedo-Rückkopplung ein sogenanntes Kippelement im globalen Klimasystem darstellt. Bei Überschreiten des Tipping Point (Kipppunkt) beschleunigt sich die Erwärmung dort stark nichtlinear; selbst nach Reduktion einer hohen Treibhausgaskonzentration halten sich die hohen Temperaturen (Hysterese). Aktuelle Forschungsarbeiten widersprechen dieser Annahme zumindest auf kurzen Zeitskalen: Es zeigt sich, dass die Abstrahlung in den Wintermonaten in der Größenordnung des Energiezustroms im Sommer liegt und sich die Eisflächen bei nur wenigen Jahren geringer Eisbedeckung wieder erholen können.
Jedoch differieren die Auffassungen, wie ein arktischer Tipping Point definiert ist: Betrachtet man diesen als Punkt, an dem eine kleine Änderung der Eingangsparameter einen großen Effekt nach sich zieht, so ist die arktische Meereisbedeckung durchaus als Kipppunkt zu betrachten.

### Politische Konflikte
Der politische Status der Arktis, also die sektorale Aufteilung des Nordpolargebietes zwischen den Anrainerstaaten, ist bis heute nicht abschließend geklärt. Durch den Rückgang des arktischen Meereises und den dadurch frei werdenden Zugang zu Rohstoffen unterhalb des Meeresbodens haben die damit verbundenen Konflikte zwischen den Anrainerstaaten neue Aktualität erfahren. Zum Bearbeiten politischer Fragen rund um die Arktis wurde 1996 der Arktische Rat gegründet, doch weder darin noch in den relevanten UN-Gremien konnte bisher eine Einigung erzielt werden.

Die Anfang des 20. Jahrhunderts vorgeschlagene und bis heute diskutierte sektorale Aufteilung des Nordpolargebietes zwischen den Anrainerstaaten.

Der (geografische) Nordpol und das ihn bis zu einer Entfernung von mindestens 300 km umgebende Gebiet sind so weit vom Festland der Anrainerstaaten entfernt, dass sie nach derzeitigem Recht nicht im Besitz eines Staates sind. Allerdings hat jeder Staat die Möglichkeit, innerhalb von zehn Jahren nach Ratifizierung des Seerechtsübereinkommens unter bestimmten Bedingungen eine Ausweitung seiner Kontrolle auf den Kontinentalschelf und somit auf mehr als 200 sm Entfernung vom Festland zu beantragen. Aufgrund dieser Regelung beantragten bisher Norwegen (SRÜ ratifiziert 1996), Russland (1997), Kanada (2003) und Dänemark (2004) eine solche Ausweitung ihres Gebietes.
Am 20. Dezember 2001 beantragte Russland offiziell bei der UN-Kommission zur Begrenzung des Festlandsockels (CLCS) in Übereinstimmung mit dem Seerechtsübereinkommen (Art. 76 Satz 8) die Festlegung neuer Außengrenzen für den russischen Kontinentalschelf jenseits der 200 Seemeilen weiten ausschließlichen Wirtschaftszone, allerdings innerhalb des russischen arktischen Sektors. Das hierdurch von Russland beanspruchte Gebiet mit einer Fläche von etwa 1,2 Mio. km² stellt einen großen Teil der Arktis inklusive des Nordpols dar. Der Antrag wurde unter anderem damit begründet, dass sowohl der Lomonossow- als auch der Mendelejew-Rücken unterseeische Fortsetzungen der eurasischen Landmasse seien. Der Antrag wurde bisher von den Vereinten Nationen weder angenommen noch zurückgewiesen. Um den russischen Anspruch zu bekräftigen, tauchten Anfang August 2007 zwei russische U-Boote vom Typ Mir in eine Tiefe von 4261 Metern unter dem Meeresspiegel und setzten am geografischen Nordpol eine russische Flagge in den Meeresboden. Während die diplomatischen Auswirkungen dieser Aktion gering waren, sorgten sie für ein beträchtliches Medieninteresse an der Frage, wem eigentlich die Arktis gehört.
Eine Sondersituation stellt der Teil des Nordpolarmeeres um die kanadische Küste und den kanadisch-arktischen Archipel dar. Obwohl diese Gewässer laut internationalem Seerecht zum Teil tatsächlich kanadisch sind, erkennen die USA, die Europäische Union und einige andere Staaten die kanadische Hoheit nicht an, sondern benutzen sie wie internationale Gewässer. So wurden bereits mehrfach US-amerikanische U-Boote nahe an den kanadischen Inseln vorbei ohne vorherige Anfrage auf Erlaubnis bei der Regierung durch kanadisches Hoheitsgebiet geführt. Zwar sind die betroffenen Gewässer, zu denen auch die Nordwestpassage zählt, aufgrund der weitgehenden Vereisung über neun Monate des Jahres noch nicht sehr attraktiv für die Schifffahrt, doch bei anhaltender Eisschmelze wird die Nordwestpassage für viele Schiffe eine deutliche Abkürzung – bis zu 7000 Seemeilen – gegenüber dem gebührenpflichtigen mittelamerikanischen Panamakanal darstellen.
Das zu Dänemark gehörende autonome Gebiet Grönland kommt geografisch dem Nordpol mit seiner Küstenlinie am nächsten. Dänemark behauptet, dass der von Russland beanspruchte Lomonossow-Rücken in Wahrheit eine Fortsetzung der Insel Grönland sei. Die dänischen Forschungen hierzu begannen mit der Expedition LORITA-1 im Frühjahr 2006. Sie werden im Rahmen des Internationalen Polaren Jahres ab August 2007 mit dem Unternehmen LOMROG fortgesetzt. Am 12. August 2007 begaben sich 40 Wissenschaftler, darunter zehn aus Dänemark, an Bord des schwedischen Eisbrechers Oden, der von Tromsø aus in Richtung Nordpol auslief. Während die dänischen Messungen die Kopenhagener Auffassung belegen sollen, dass der Kontinentalsockel am Pol mit der Insel Grönland verbunden ist, untersuchen die schwedischen Teilnehmer an der Expedition die Klimageschichte der Arktis.
Norwegen hielt sich zunächst weitestgehend aus Diskussionen über den Status des Gebiets um den Nordpol herum heraus. Es konzentrierte sich vielmehr auf seine Auseinandersetzung mit Russland über einen Teil der Barentssee und den Status von Spitzbergen. Am 27. November 2006 reichte Norwegen jedoch ebenfalls einen Antrag bei der CLCS ein, in dem vorgeschlagen wird, die norwegische 200-Meilen-Zone in drei Gegenden des Nordost-Atlantiks sowie des Nordpolarmeeres zu erweitern: dem Loophole in der Barentssee, dem westlichen Nansen-Becken sowie dem Bananahole im europäischen Nordmeer. Es wird angemerkt, dass ein weiterer Antrag betreffend die Ausweitung des Kontinentalschelfs in anderen Gegenden nachgereicht werden könne.
Für die US-Regierung spielen mögliche Gebietsgewinne durch den Anrainerstatus des nördlichsten Bundesstaats Alaska eine untergeordnete Rolle, weil ihr durch die vergleichsweise kurze Küstenlinie bei sämtlichen Verfahren nur eine geringe Fläche zufallen würde. Der Blickpunkt der US-amerikanischen Arktispolitik ist vielmehr auf die Nordost- und die Nordwestpassage gerichtet. Diese Gewässer sollten nach Ansicht der Regierungen unter Bill Clinton und George W. Bush so weit wie möglich internationalisiert werden, um eine möglichst ungehinderte Schifffahrt und weitere wirtschaftliche Nutzung auf ihnen zu eröffnen. Damit stießen sie auf Widerstand bei Kanada, Russland und dem amerikanischen Senat, der eine Ratifizierung des SRÜ ablehnte.

### Folgen

#### Menschen

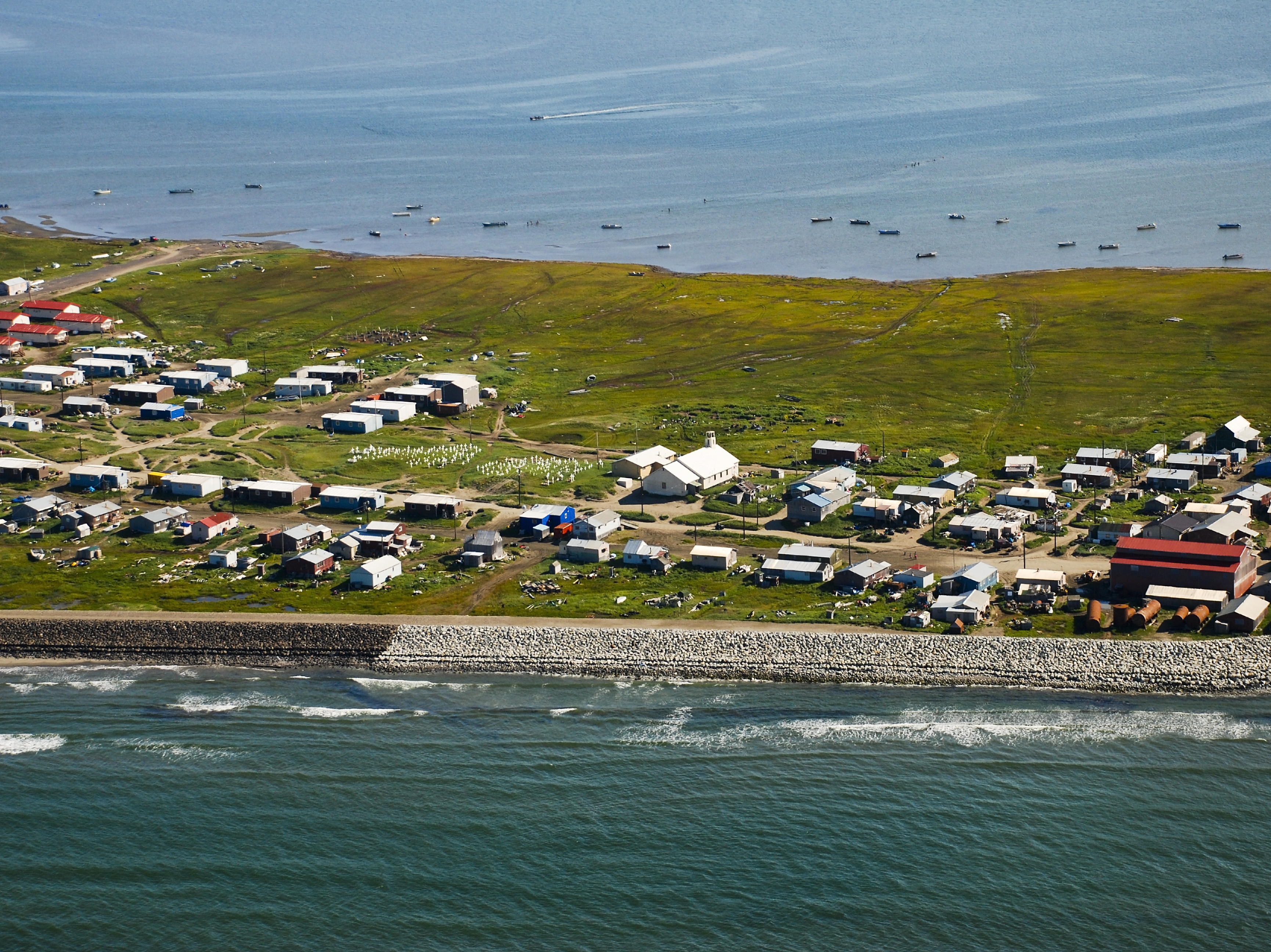
Das untergehende Dorf Shishmaref auf der Insel Sarichef im Norden Alaskas

Die der Seward-Halbinsel vorgelagerte Insel Sarichef Island an der Tschuktschensee im Norden des US-Bundesstaats Alaska verliert aufgrund der immer länger dauernden sommerlich eisfreien Beringstraße und der dadurch ungehindert aufschlagen könnenden arktischen Herbst- und Winterstürme zusehends an Fläche. Das auf ihr liegende Dorf Shishmaref mit knapp 600 Bewohnern überwiegend indigener alaskischer Abstammung (Inupiat-Eskimos) hat bereits einzelne Häuser verloren. Seit 2002 haben die Bewohner mehrmals, zuletzt 2016 mehrheitlich ihre Umsiedlung beschlossen, sie gelten als erste Umweltflüchtlinge Nordamerikas. Die Kosten wurden mit etwa 300 Mio. Dollar, knapp 280 Mio. €, veranschlagt, bisher wurden jedoch noch keine konkreten Pläne entwickelt. 2021 besuchte ein Filmmacher von CNN den Ort, um festzustellen: "The village still wants to relocate but hasn’t found funding to do so; it’s out of sight and out of mind when it comes to national politics." Mit der notwendigen Umsiedlung sind auch Befürchtungen um den Verlust der eigenen indigenen Sprache (Inupiaq) und Kultur verbunden.

#### Ökosysteme
Die Primärproduktion von Biomasse in der Arktis hat zwischen 1998 und 2009 um 20 % zugenommen. Ursache sind mehr und über einen längeren Zeitraum vorhandene eisfreie Wasserflächen. Die Blüte von Phytoplankton beginnt in Teilen der Arktis bis zu 50 Tage früher. Änderungen physikalischer Parameter können kaskadierend Änderungen in biologischen Systemen auslösen. So gibt es im Kanadischen Becken einen Trend zu kleineren Phytoplanktonzellen, weil der Zustrom an Nährstoffen aus tieferen Wasserschichten durch den abnehmenden Salzgehalt der obersten Wasserschicht begrenzt wird. Dies könnte in Zukunft die Ausbreitung von Lebensgemeinschaften mit geringen Anforderungen an die Energiedichte ihrer Nahrung begünstigen, wie sie durch die Massenvermehrung von Quallen charakterisiert werden. Von Fischen und Meeressäugern charakterisierte Lebensgemeinschaften könnten hingegen benachteiligt werden.
Sollte das arktische Meereis tatsächlich längerfristig und vollständig saisonal verschwinden, ist das Verschwinden der Eisbären zumindest in einigen Regionen nach Ansicht des Arctic Climate Impact Assessment möglich. Zu einer ähnlichen Schlussfolgerung gelangen auch Ian Stirling vom Canadian Wildlife Service und Claire L. Parkinson vom Goddard Space Flight Center der NASA in einer 2006 erschienenen Studie, die von zunehmenden problematischen Konfrontationen zwischen Bären und Menschen infolge des sich verkleinernden Lebensraumes und des verknappten Nahrungsangebotes der Eisbären ausgeht. Das US Geological Survey geht trotz des noch unsicheren Zusammenhangs von Eisfläche und Populationsgröße von einem Rückgang der Eisbärenpopulation um zwei Drittel bis 2050 aus, sollte das Meereis, wie in den Modellen angenommen, zurückgehen. Weil der beobachtete Eisverlust bislang schneller geschieht, als die Modelle annehmen ließen, könnte dies noch eine Unterschätzung darstellen. Eisbären hätten als einzige Möglichkeit, während der Sommermonate die Lebensweise der auf dem Festland lebenden Braunbären nachzuahmen.
Für andere Säugetiere hätte ein solch gravierender Einschnitt in das arktische Ökosystem gleichfalls schwerwiegende Folgen. Hierzu zählen vor allem Meeressäuger, die für die anliegenden menschlichen Gemeinschaften sehr wichtig sind. Bei einer Untersuchung von sieben arktischen und vier subarktischen Säugetieren wurden Mützenrobben, Eisbären und Narwale als die vom Klimawandel am stärksten betroffenen Tiere ausgemacht. Vor allem aufgrund ihres großen Lebensraumes sind Ringelrobben und Bartrobben vermutlich am wenigsten betroffen. Vorteile hätte ein solcher Wandel möglicherweise für einige Walarten, die von zunehmenden offenen Wasserflächen profitieren.

## Abnehmende Schneebedeckung an Land
In den letzten 30 Jahren hat die schneebedeckte Fläche der arktischen Landgebiete um etwa 10 % abgenommen. Nach Modellrechnungen wird die Schneebedeckung bis zu den 2070er Jahren um zusätzlich 10–20 % abnehmen. Der größte Rückgang wird dabei in den Monaten April und Mai erwartet, wodurch sich die Schneesaison verkürzt. So hat sich die Landfläche, welche im Juni jeweils noch schneebedeckt ist, seit 1967 um mehr als 50 Prozent reduziert. Die Wassereinträge von Flüssen in das Nordpolarmeer und in die Küstenmeere dürften früher als heute einsetzen. Angenommen wird zudem, dass die Gefrier- und Schmelzzyklen im Winter zunehmen und verstärkt Eis- anstelle von Schneeschichten bilden. Landtieren wird dadurch das Erreichen von Futter- und Aufzuchtplätzen erschwert. Ähnlich wie beim schwindenden Meereis führt der Rückgang der sommerlichen Schneebedeckung dazu, dass weniger Sonnenstrahlung reflektiert und mehr absorbiert wird. Dies verstärkt den globalen Klimawandel und führt über Rückkopplungseffekte dazu, dass sich die Arktis überdurchschnittlich stark erwärmt.

## Schwindender Permafrost
Der Permafrostboden wurde in den vergangenen Jahrzehnten deutlich wärmer. In Alaska wurden Anfang des 21. Jahrhunderts Temperaturanstiege an der Oberfläche um 5 bis 7 °C seit dem Beginn des 20. Jahrhunderts gemessen, wobei die Erwärmung bis Mitte der 1980er Jahre bei 2 bis 4 °C lag und seitdem weitere 3 °C hinzugekommen sind. Mit der Oberfläche erwärmt sich die Bodenschicht. Im Nordwesten Kanadas wurde eine durchschnittliche Erwärmung der obersten 20 m des dortigen dauergefrorenen Bodens um 2 °C von Mitte der 1980er-Jahre bis 2004 ermittelt. Geringere Erwärmungen wurden auch in Sibirien und Norwegen festgestellt. Von zwölf im Arctic Climate Impact Assessment (2004) untersuchten Regionen wies nur eine einzige eine leichte Abkühlung zwischen den späten 1980er bis zur Mitte der 1990er Jahre auf, während sich die elf anderen zum Teil deutlich erwärmten. Man erwartet, dass sich der südliche Rand des ständig gefrorenen Gebiets im Lauf des 21. Jahrhunderts mehrere hundert Kilometer nach Norden verschieben wird. Bis 2080 könnte nach Berechnungen mit verschiedenen Klimamodellen die ständig gefrorene Bodenfläche auf 47 bis 74 % des heutigen Areals geschrumpft sein.
Einige Folgen tauenden Permafrosts sind Küstenerosion, auslaufende oder versickernde Teiche und Seen, neu entstehende Feuchtgebiete und großflächige Entstehung von Thermokarst. Dazu sind geschädigte Wälder durch so genannte „betrunkene Bäume“ zu erwarten, wenn vorher fest im gefrorenen Boden verankerte Bäume im tauenden Matsch an Halt verlieren und in Schieflage geraten. Für Infrastruktur, etwa Straßen oder Pipelines, die auf Permafrost gebaut sind, muss mit erheblichen Schäden gerechnet werden, besonders wenn nicht kontinuierlich Ausbesserungsmaßnahmen vorgenommen werden. Zum Teil treten diese Schäden bereits heute auf, sie erzwingen hohe Ausgaben in den betroffenen Regionen.
Im Zusammenhang mit der im Jahr 2007 aufgetretenen dramatischen Meereisschmelze wurde die resultierende Erwärmung arktischer Landflächen in Zeiten starken Meereisverlustes untersucht. Klimamodelle zeigten während dieser Zeit eine Erwärmung von Landflächen, die 3,5 mal schneller als die durchschnittliche, für das 21. Jahrhundert modellierte Erwärmung abläuft. Das betroffene Gebiet erstreckte sich 1500 km ins Landesinnere.

### Steigende CO₂- und Methan-Emissionen durch tauenden Permafrost
Im Permafrost der Arktis sind ca. 1500 Gt organischer Kohlenstoff gebunden, etwa in den riesigen Torfmooren Sibiriens und Teilen Nordamerikas. Es wird geschätzt, dass arktischer Permafrostboden ca. 30 % allen weltweit in Böden lagernden Kohlenstoffs enthält. Die borealen Wälder und die arktische Tundra besitzen einige der größten Landvorräte an Kohlenstoff weltweit. Diese kommen in Form von Pflanzenmaterial in den Wäldern und als Bodenkohlenstoff in der Tundra vor. Beim Auftauen der Permafrostböden wird der Kohlenstoff zum Teil freigesetzt. Diese zusätzlichen Emissionen von CO₂ verstärken den Treibhauseffekt in der Atmosphäre. Berechnungen zufolge könnten bis zu 240 Gt emittiert werden. Der  Rückgang des arktischen Permafrosts führt zudem zur Freisetzung großer Mengen des Treibhausgases Methan, was die globale Erwärmung weiter verstärkt.

## Austrocknende arktische Teiche

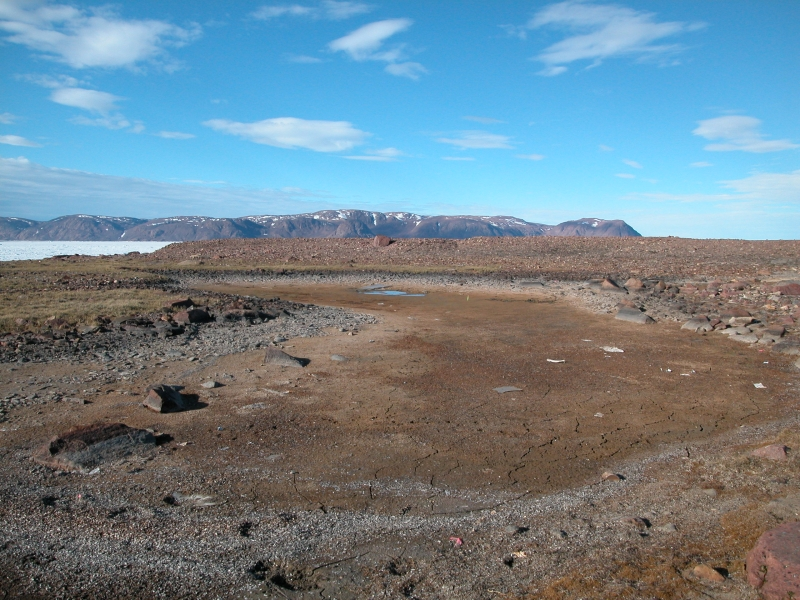
Einer der von John Smol und Marianne Douglas 2006 untersuchten arktischen Teiche, der vollständig ausgetrocknet ist. Auf ihrer Forschungsreise fanden die beiden Wissenschaftler zahlreiche solcher Teichbetten vor, die wenigstens mehrere tausend Jahre ununterbrochen mit Wasser gefüllt gewesen waren.

Vermutlich infolge der Erderwärmung sind einige "arktische Teiche" im kanadischen Cape Herschel (auf der Ellesmere-Insel gelegen) zum Sommer 2006 erstmals vollkommen ausgetrocknet. Die seit 1983 von den Wissenschaftlern John P. Smol und Marianne S. V. Douglas beobachteten Teiche hatten nach paläolimnologischen Analysen wenigstens mehrere Jahrtausende ununterbrochen Wasser geführt. Arktische Teiche sind kleine und relativ flache, besonders artenreiche Biotope. Außerdem sind sie eine der wichtigsten Quellen für Oberflächenwasser sowie Lebensraum zahlreicher Vögel und Insekten. Ihr Verschwinden wird auf das gestiegene Verhältnis von Verdunstung zu Niederschlägen zurückgeführt, ein Phänomen, das nach Angaben der Autoren „möglicherweise mit der Klimaerwärmung zusammenhängt“. In der Vergangenheit sind bereits öfter subarktische Teiche verschwunden, was mit dem zurückgehenden Permafrost erklärt werden konnte. Die arktischen Teiche seien jedoch eindeutig verdunstet, wie die gestiegene Salzkonzentration in noch nicht ganz verschwundenen Teichen mit stark reduzierter Wassermenge zeigt.

## Soziale Folgen
In der Arktis leben etwa 3,8 Millionen Menschen, wovon etwa 10 % indigene Einwohner sind. In den Worten des Arctic Climate Impact Assessment sind sie infolge des Klimawandels „mit großen wirtschaftlichen und kulturellen Folgen konfrontiert“ und müssen mit Gefahren oder Einschränkungen ihrer Ernährungssicherheit, ihrer Gesundheit und ihrer bisherigen Lebensweise rechnen. Durch das zurückgehende Meereis können sich beispielsweise Eskimo-Jäger nicht mehr auf traditionelles Wissen und Jagdrouten verlassen. Angeblich häuft sich die Zahl der Vorfälle, bei denen Menschen durch zu dünn gewordenes Meereis brechen und ertrinken.
Da der Zugang zu Nahrungsmitteln in jedem Fall von sicheren Reisewegen abhängt, bedrohen schwindendes Meereis oder auftauender Permafrost die Existenz mancher menschlicher Siedlungen in der Arktis. Beides beeinflusst die Wanderrouten von Rentieren und damit die Lebensweise der von ihnen abhängigen Menschen. Die klassischerweise von den Eskimos gejagten Tiere sind ebenfalls von den bislang vorherrschenden Bedingungen in der Arktis abhängig. Hierzu gehören besonders Robben und Walrosse.
Die mit dem tauenden Permafrostboden verbundene Erosion an Küsten und Flussufern, Bodenverformung und Destabilisierung von Berghängen, die mit der Gefahr von Bergrutschen und Tsunamis verbunden ist, bedroht Siedlungen und Infrastruktur, Transportwege und die Versorgung der Bevölkerung. Das grönländische Dorf Nuugaatsiaq wurde aufgegeben, nachdem es durch einen durch einen Bergrutsch ausgelösten Megatsunami teilweise zerstört worden war. Aufgrund von Küstenerosion durch tauenden Permafrostboden mussten erste Dörfer aufgegeben und mehrere Kilometer entfernt im Inland neu aufgebaut werden (siehe hierzu auch den Abschnitt „Menschen“). Für die Zukunft wird verstärkte Küstenerosion durch zurückgehendes Meereis, steigende Meeresspiegel und weiterhin tauenden Boden erwartet. War der Umzug ganzer Dörfer bislang auf Einzelfälle beschränkt, rechnet das Arctic Climate Impact Assessment mit einer zunehmenden Zahl davon in der Zukunft.
Der Vorstandsvorsitzende der Canadian Association of Physicians for the Environment Courtney Howard stellt bei den Bewohnern der Arktis Symptome von Angst und Trauer bis hin zu posttraumatischem Stress mit Bezug auf die Klimafolgen fest. Derartige Phänomene werden als Solastalgie bezeichnet.

## Geopolitische Folgen
Das schmelzende Meereis eröffnet neue Wege und Zugänge zu Ressourcen der Arktis. Daraus entsteht auch ein Sicherheitsdilemma und eine "neue militärische Dynamik". Um die Stabilität zu wahren, müssten bereits eingeleitete Maßnahmen wie Aufrüstung, Übungen und Verlegung von Einsatzmitteln in eine ausgewogene Kombination von Abschreckung und Dialog eingebettet werden. „Ohne einen solchen Rahmen besteht die Gefahr, dass ein Missverständnis oder eine Fehlwahrnehmung infolge eines Unfalls zu einem unbeabsichtigten militärischen Konflikt eskaliert.“